# Mazowsze

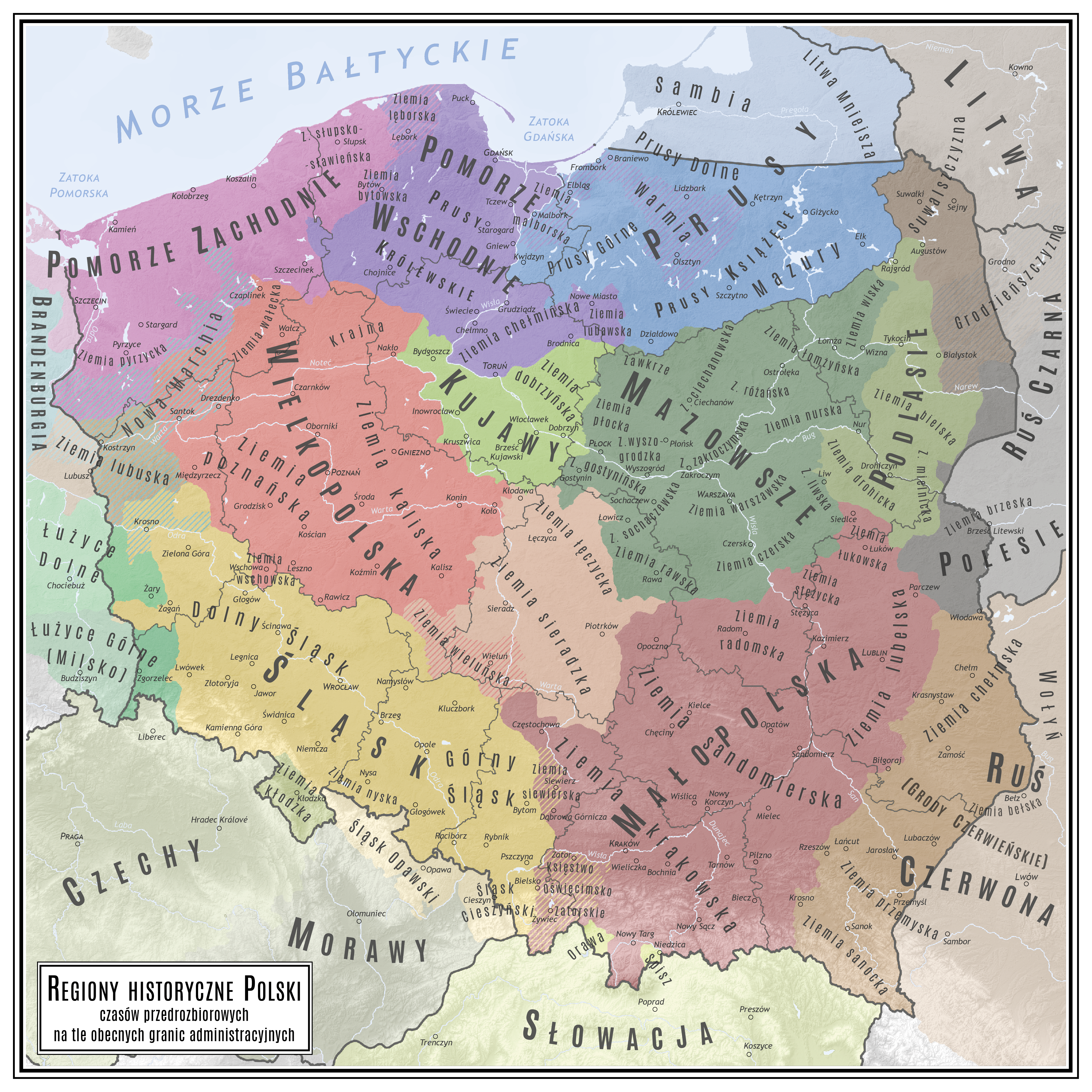
Mazowsze i krainy historyczne Polski w obecnych granicach administracyjnych

Mazowsze (łac. Mazovia) – kraina historyczna w centralnej oraz północno-wschodniej Polsce, położona w środkowym biegu Wisły oraz dorzeczu jej dopływów.
Historyczną stolicą Mazowsza jest Płock, a Mazowsza południowego Czersk. Za panowania Władysława Hermana Płock był również stolicą Polski oraz najstarszym miastem tego regionu (prawa miejskie w 1237 roku).
Utrzymująca się przez kilka wieków niezależność polityczna Mazowsza zadecydowała o jego odrębności regionalnej w kulturze i prawie.

## Toponimia
Nazwa krainy pierwotnie brzmiała Mazow (por. łac. Mazovia) i stanowiła albo nazwę dzierżawczą od nazwy osobowej Maz (por. Mazury), oznaczającej człowieka mieszkającego w błotach (‘umazanego’), albo nazwę topograficzną, oznaczającą ‘błotnisty kraj’. Pojawiała się także forma Mazosze (od słowa Mazoch, którym nazywano mieszkańców Mazowsza), natomiast Mazowsze jest rezultatem kontaminacji tych dwóch form. Według Mikołaja Rudnickiego:
Od nazwy grodu Mazow urobiono przymiotnik *Maz-ow-ьsk-, a dopiero odeń z sufiksem -ьje, powstała nazwa *Mazow-ьsk-ьje. W danym razie połączenie -sk- dało -ch-, por. łaskotać: łachotać, łachotki: łaskotki, łechtać: łesktać, tedy zamiast rezultatu Mazowszcze powstało Mazowsze z uprzedniego *Maz-ov-ьch-ьje (Mazouse XIII w.), przymiotnik brzmi normalnie mazowieski od tematu Maz-ov-ьch, tzn. jego praformą jest maz-ov-ьch-ьsk-, które dało -mazowieszski, z czego mazowieski... Mazowsze tedy nie jest «dziwacznym złożeniem», jak się wyraża Brückner, ale formacją, w której sufiks -ьsk- wystąpił jako -ьch- Zapewne taką samą formacją jest Kotowsze = *Kotov-ьch-ьje. Powody tego rozszczepienia sk na -ch-:-sk- dotąd nie są znane.
Historyk Marcin Kromer oraz Alessandro Guagnini uważali, że nazwa Mazowsze pochodzi od imienia Miecława (Maslausza albo Mazosza), cześnika Mieszko II Lamberta, który przejął władzę po ucieczce władcy na Węgry.
Niektórzy językoznawcy upatrywali w nazwie Mazowsza związek z wyrazem serbskim mezewo, oznaczającym po węgiersku równinę.

## Terytorium

### Granice

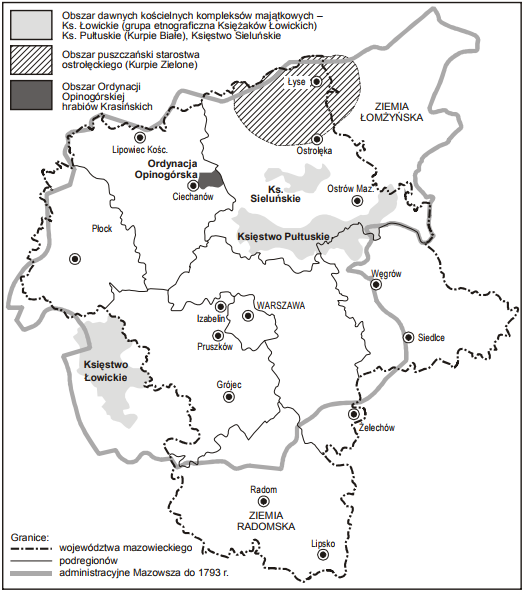
Obszar Mazowsza w 1793 r. a współczesne województwo mazowieckie. Zaznaczono także: Kurpie, księstwa biskupie i Ordynację Opinogórską

Granica północna Mazowsza po jej ustaleniu między książętami mazowieckimi a zakonem krzyżackim przetrwała z niewielkimi tylko zmianami aż do czasów po II wojnie światowej jako granica północna dawnego województwa warszawskiego. Granica ta biegła od rzeki Orzyc do Grajewa i rzeki Ełk. Pierwotnie w skład Mazowsza na północnym wschodzie wchodziły także ziemia chełmińska, ziemia michałowska, ziemia lubawska, ziemia dobrzyńska i Kujawy.
Granica wschodnia była najmniej stabilna i nad Narwią, Bugiem i dolnym Nurcem jej przebieg często ulegał zmianie, ponieważ rzadkie osadnictwo wśród bagien i lasów ułatwiało uzyskanie kontroli nad wschodnim pograniczem Jaćwingom, Litwinom i Rusi. Mazowszanie także podejmowali ekspansję na wschód i wysoce prawdopodobne jest, że mazowieckie osadnictwo we wczesnym średniowieczu docierało za Drohiczyn i Brześć, które to grody zostały utracone przez Mazowsze w pierwszych dziesięcioleciach lub tuż przed połową XI wieku.
Od południa Mazowsze graniczyło z ziemią sandomierską i granica przebiegała m.in. od okolicy Stoczka i Żelechowa do Wyśmierzyc nad Pilicą. Od południowego wschodu Mazowsze miało kontakt z ziemią łęczycko-sieradzką. 

### Współczesny podział administracyjny
Współcześnie większa część Mazowsza wchodzi w skład województwa mazowieckiego. Pozostałe części krainy znajdują się na obszarze województwa łódzkiego (powiat rawski, skierniewicki, łowicki i częściowo kutnowski) i podlaskiego (powiat kolnieński, grajewski, łomżyński, zambrowski i częściowo wysokomazowiecki). Niewielkie fragmenty regionu leżą także w granicach województwa warmińsko-mazurskiego (powiat działdowski, nidzicki i szczycieński), kujawsko-pomorskiego (powiat rypiński) i lubelskiego (powiat łukowski).

### Podział terytorialny
W lustracjach królewszczyzn z XVI wieku w skład Mazowsza wchodziły ówczesne trzy województwa: mazowieckie, płockie i rawskie, które dzieliły się na 33 powiaty. Ówczesny podział prezentuje poniższe zestawienie tabelaryczne (pisownia oryginalna).
| Województwo             | Powiat       | Uwagi               |
| ----------------------- | ------------ | ------------------- |
| Województwo płockie     | płocki       | ziemia płocka       |
| Województwo płockie     | bielski      | ziemia płocka       |
| Województwo płockie     | płoński      | ziemia płocka       |
| Województwo płockie     | raciąski     | ziemia płocka       |
| Województwo płockie     | sieprski     | ziemia płocka       |
| Województwo płockie     | szreński     | ziemia zawkrzeńska  |
| Województwo płockie     | mławski      | ziemia zawkrzeńska  |
| Województwo płockie     | niedzborski  | ziemia zawkrzeńska  |
| Województwo rawskie     | sochaczewski | ziemia sochaczewska |
| Województwo rawskie     | rawski       | ziemia rawska       |
| Województwo rawskie     | gostyniński  | ziemia gostynińska  |
| Województwo mazowieckie | czerski      | ziemia czerska      |
| Województwo mazowieckie | grojecki     | ziemia czerska      |
| Województwo mazowieckie | warecki      | ziemia czerska      |
| Województwo mazowieckie | warszawski   | ziemia warszawska   |
| Województwo mazowieckie | wyszogrodzki | ziemia wyszogrodzka |
| Województwo mazowieckie | zakroczymski | ziemia zakroczymska |
| Województwo mazowieckie | nowomiejski  | ziemia zakroczymska |
| Województwo mazowieckie | ciechanowski | ziemia ciechanowska |
| Województwo mazowieckie | przasnyski   | ziemia ciechanowska |
| Województwo mazowieckie | sochociński  | ziemia ciechanowska |
| Województwo mazowieckie | wizki        | ziemia wiska        |
| Województwo mazowieckie | wąsoski      | ziemia wiska        |
| Województwo mazowieckie | łomżyński    | ziemia łomżyńska    |
| Województwo mazowieckie | kolneński    | ziemia łomżyńska    |
| Województwo mazowieckie | zambrowski   | ziemia łomżyńska    |
| Województwo mazowieckie | ostrołęcki   | ziemia łomżyńska    |
| Województwo mazowieckie | różański     | ziemia różańska     |
| Województwo mazowieckie | makowski     | ziemia różańska     |
| Województwo mazowieckie | nurski       | ziemia nurska       |
| Województwo mazowieckie | ostrowski    | ziemia nurska       |
| Województwo mazowieckie | kamieniecki  | ziemia nurska       |
| Województwo mazowieckie | liwski       | ziemia liwska       |

## Historia

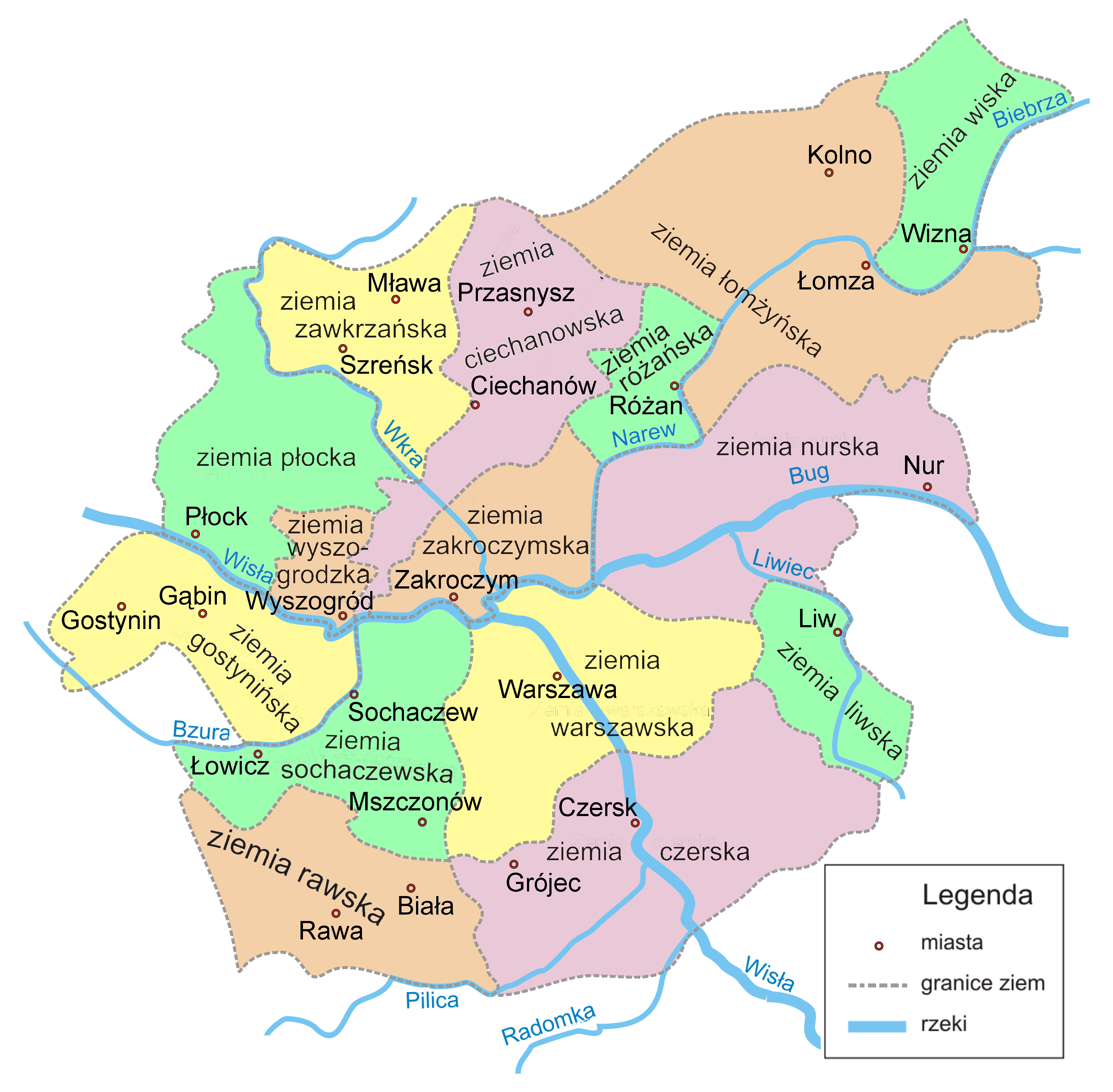
Historyczny podział Mazowsza (XIII–XVIII w.)

### Osadnictwo
W X wieku najgęściej zasiedlonym obszarem Mazowsza były ziemie położone między Wkrą i Orzycem (tzw. „Stare Mazowsze”) z centralnym grodem w Płocku. Osadnictwo koncentrowało się także w okolicach Czerska, Wizny i nad dopływami Narwi. Charakterystyczną cechą Mazowsza zaobserwowaną w źródłach archeologicznych jest obrządek pogrzebowy w postaci grobów z kamiennymi obudowami, który to zwyczaj sięgał na wschód aż po Podlasie, gdzie zaobserwowano pozostałości „mazowieckiej” fali osiedleńczej (grody w Zbuczu, Klukowiczach i Zajączkach) i nawet za Brześć.

### W państwie Piastów
Ziemie mazowieckie zostały przyłączone do państwa wielkopolskich Polan przypuszczalnie pomiędzy latami 960–991, ponieważ z relacji ibn Jakuba i „Dagome iudex” wynika, że państwo Mieszka I stykało się z ziemiami pruskimi i ruskimi. Być może pierwszym ośrodkiem władzy Piastów na Mazowszu był Włocławek, ponieważ w połowie X wieku wzniesiono tam nowy gród w miejscu spalonej osady, a później był wymieniany jako jeden z najważniejszych ośrodków w państwie. Po 979 roku Piastowie wybudowali gród w Płońsku. Na północnym Mazowszu z inicjatywą budowlaną Piastów wiąże się grody w Płocku, Raciążu, Szreńsku, Ciechanowie, Grudusku, Grzebsku, Nasielsku. Na przełomie IX i X wieku zaczyna się budowa grodów (Mokrzk, Słupno, Sypniewo, Święck) obejmując także ziemię chełmińską. Grody były także budowane przez następne dziesięciolecia X wieku (Wola Szydłowska, Warszawa-Stare Bródno, Stara Łomża, Grodzisk nad Orzem). Na wschodzie powstały wiązane z osadnictwem mazowieckim grody w Zbuczu, Klukowiczach i Zajączkach.

     Mazowsze pod rządami Miecława ok. 1047
W czasie bezkrólewia i zamętu spowodowanego reakcją pogańską Miecław (namiestnik Mazowsza jeszcze z nadania króla Mieszka II) próbował w latach 1037–1047, opierając się terytorialnie na Mazowszu, stworzyć konkurencyjny wobec Piastów ośrodek władzy państwowej. Próby te zostały zdławione w 1047 roku przez Kazimierza Odnowiciela przy pomocy posiłków Jarosława Mądrego, który w zamian za pomoc objął część ziem położonych nad Bugiem. Po wygranym konflikcie Piastowie przystąpili do wzmożonego zwalczania pogańskich ośrodków i kultów, niszczenia nowo powstałych pogańskich świątyń i posągów oraz rozbudowy administracji kościelnej i odbudowy zniszczonych lub porzuconych kościołów. Po odbudowie państwa piastowskiego nastąpiła dalsza rozbudowa sieci grodowej. W XI wieku powstał na północnej granicy gród w Chełmnie, a na wschodniej Grodzisk nad Liwcem. W XI wieku opanowano także ziemie na północ od Bugu, o czym świadczy nadanie klasztorowi z Mogilna dochodów z przepraw pod Makowem i w Wiźnie. Oparciem Piastów w tym rejonie stał się rozbudowany gród w Święcku, będący głównym ośrodkiem administracyjnym na tym wschodnim obszarze Mazowsza.
W początkach polskiej państwowości Mazowsze pozostawało przez długi czas na uboczu i dlatego pod wieloma względami zachowało swoją kulturę, wyróżniającą się od ziem starej Polski (Śląsk, Małopolska, Wielkopolska).
Po wygnaniu z Polski króla Bolesława II Szczodrego w 1079 roku, na Mazowszu do roku 1102 władzę sprawował jego brat książę Władysław I Herman, który być może sprawował już wcześniej w tej dzielnicy rządy namiestnika. Po jego śmierci kontrolę nad dzielnicą objął książę Bolesław III Krzywousty.

### Wczesna organizacja kościelna
W okresie wczesnopiastowskim na terenie Mazowsza nie utworzono osobnej diecezji, wcielając północne Mazowsze do archidiecezji gnieźnieńskiej, a południowe do diecezji poznańskiej. Dopiero w roku 1075 założono biskupstwo mazowieckie ze stolicą w Płocku (najstarsze miasto Mazowsza, prawa miejskie – 1237), obejmujące ziemie podlegające wcześniej archidiecezji gnieźnieńskiej. Południowe ziemie Mazowsza, w wyniku reorganizacji struktury kościelnej w 1124 roku, pozostawiono przy biskupstwie poznańskim, tworząc archidiakonat czerski, od 1406 archidiakonat warszawski.

### Księstwa mazowieckie

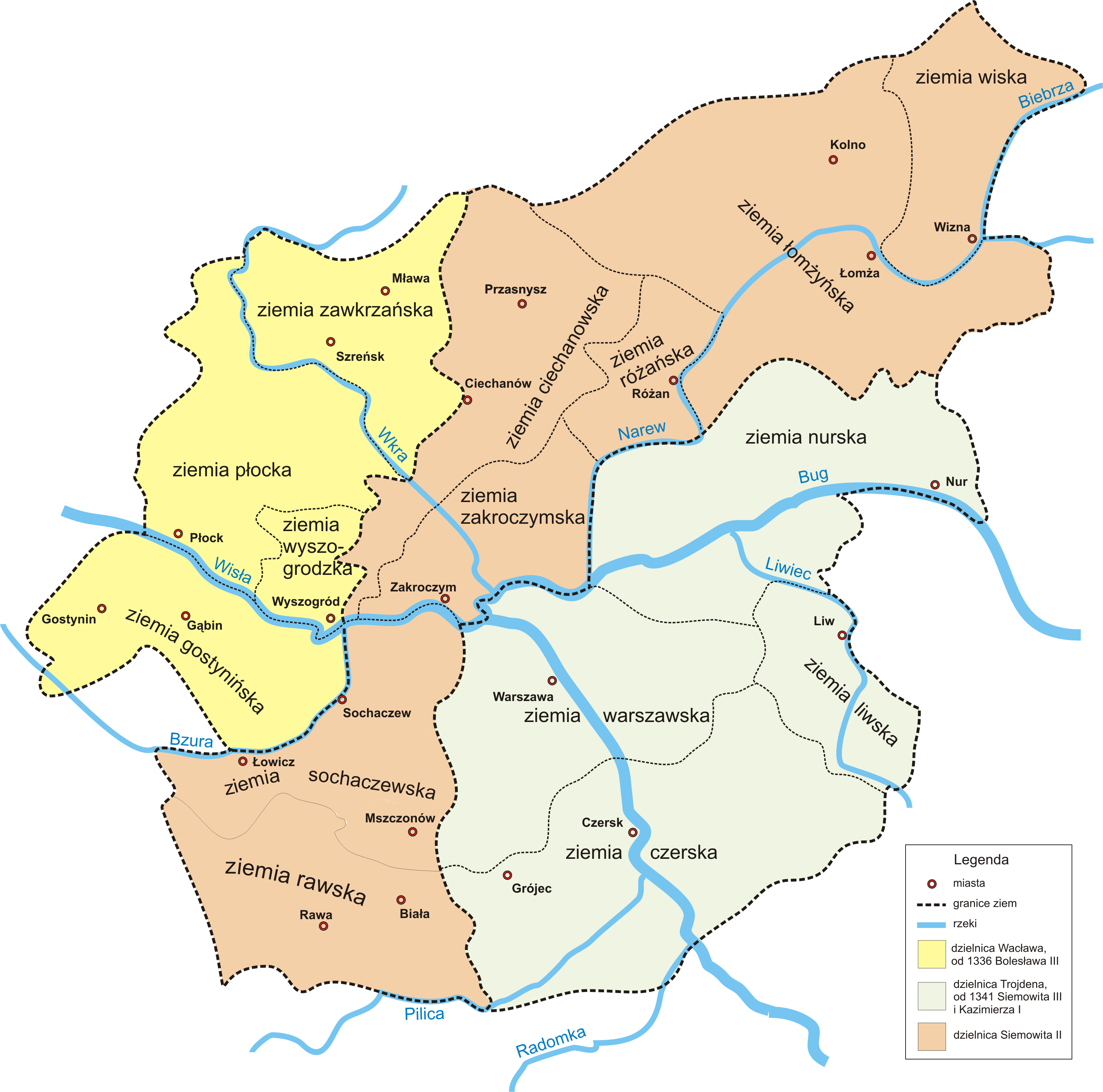
Mazowsze w latach 1313–1345 po śmierci Bolesława III

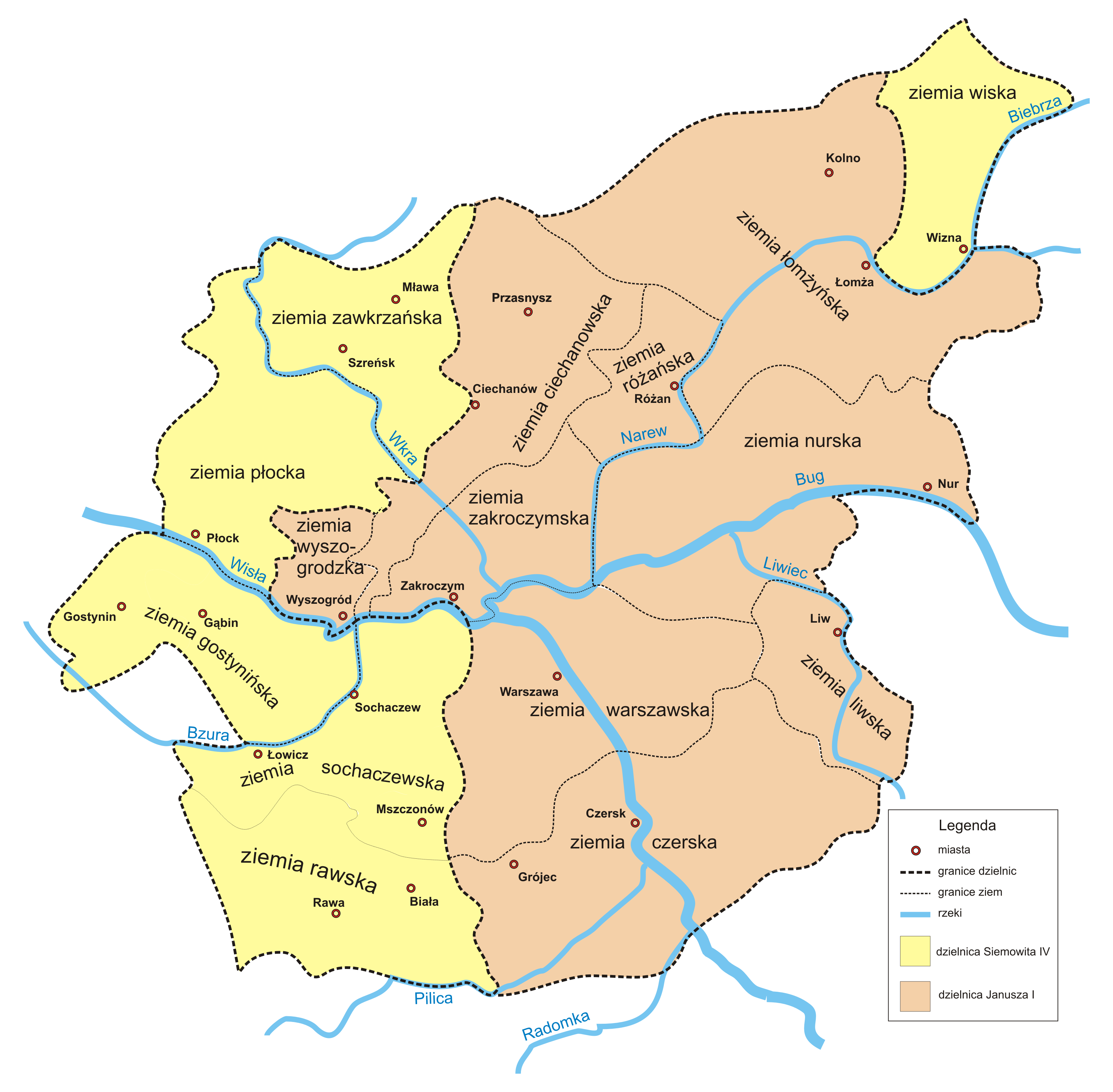
Mazowsze w latach 1381–1426 po śmierci Siemowita III

Na mocy testamentu Bolesława Krzywoustego Mazowsze w 1138 przypadło Bolesławowi Kędzierzawemu. Stanowiło ono wtedy terytorium, które połączono w jedną dzielnicę z Kujawami i ziemią łęczycko-sieradzką, które jednak odłączono od Mazowsza w 1234 r. Po Bolesławie Kędzierzawym władzę w dzielnicy sprawował Leszek mazowiecki, po którego bezpotomnej śmierci w 1186 roku władzę objął książę krakowski Kazimierz Sprawiedliwy. Na początku XIII w. Mazowsze objął Konrad I mazowiecki, brat Leszka Białego z którym początkowo rządził w dzielnicy. Podczas jego rządów Mazowsze zostało najechane przez Prusów w latach 1219, 1220, 1222, co spowodowało wyprawy odwetowe Konrada, Henryka Brodatego i Leszka Białego oraz stworzenie systemu stróży granicznych od północy. Do walki z Prusami powołani zostali także bracia dobrzyńscy. Niedługo później na rzecz zakonu krzyżackiego odpadła od Mazowsza ziemia chełmińska, którą w 1228 roku nadał im w dzierżawę Konrad mazowiecki. Po krótkich zawirowaniach po śmierci Konrada mazowieckiego większość Mazowsza znalazła się w 1248 roku pod rządami księcia Siemowita I. Po jego śmierci nastąpił pierwszy podział Mazowsza. Dawne księstwo Siemowita podzielili w 1275 roku jego synowie Bolesław II mazowiecki i Konrad II czerski.
Książę Bolesław II mazowiecki w roku 1294 na krótko zjednoczył Mazowsze, jednak po jego śmierci w 1313 roku księstwo zostało ponownie podzielone na dzielnice. Siemowit II otrzymał środkową część ze stolicą w Rawie Mazowieckiej. Trojden I otrzymał ziemię czerską, a Wacław część z Płockiem.
W tym okresie utrwalił się podział Mazowsza na trzy regiony:
- księstwo czerskie ze stolicą w Czersku i później Warszawie – utworzone w 1247 na rzecz księcia Siemowita I
- księstwo płockie ze stolicą w Płocku obejmujące ziemię płocką, ziemię gostynińską, ziemię wyszogrodzką i ziemię zawkrzańską.
- księstwo rawskie ze stolicą w Rawie Mazowieckiej, obejmujące Sochaczew, Zakroczym, Gostynin, Łomżę, Ciechanów i Wiznę

W 1325 roku mazowieccy książęta Siemowit II i Trojden I w liście do papieża określili wschodnią granicę swojego władania jako sięgającą 2 mile od Grodna (Oppidi quod dictur Grodno... a terrarum nostrorum ad duas lencas posit).
W roku 1351 książęta Siemowit III i Kazimierz I warszawski złożyli hołd lenny królowi Kazimierzowi Wielkiemu. Po śmierci księcia Kazimierza w 1355 r. taki hołd z całego Mazowsza złożył królowi polskiemu Siemowit III w zamian za co otrzymał z powrotem Płock i Zapilicze.
W 1370 r., po śmierci króla Kazimierza Wielkiego, książę Siemowit III na krótko zjednoczył księstwa mazowieckie, przyłączając na mocy układów należące wcześniej do króla Kazimierza: Płock, Wiznę, Wyszogród i Zakroczym. Po śmierci Siemowita III w 1381 r. Mazowsze zostało podzielone pomiędzy Siemowita IV i Janusza I Starszego, który znacznie rozwinął gospodarczo swoją dzielnicę, zakładając na prawie chełmińskim 24 miasta i przenosząc stolicę swojego księstwa z Czerska do Warszawy. Krótkotrwale opanował także, należące dawniej do Mazowsza, ziemie w rejonie Drohiczyna, Mielnika i Bielska (1382-1383, 1390-1429).

### Powrót do Królestwa Polskiego
W miarę wymierania książąt poszczególne ziemie powracały do Korony: rawska i gostynińska w 1462 r. po śmierci Władysława II i Siemowita IV oraz sochaczewska w 1476 r. (z tych trzech utworzono województwo rawskie), płocka w 1495 r. po śmierci księcia Janusza II, warszawsko-czerska w 1526 r. 10 września 1526 sejm mazowiecki złożył przysięgę na wierność królowi polskiemu, oficjalnie potwierdzając inkorporację Mazowsza do Korony.
24 grudnia 1529 sejm walny w Piotrkowie ogłosił inkorporację Mazowsza do Królestwa Polskiego. Po przyłączeniu Mazowsza do Korony, zachowano podział na trzy regiony; województwo rawskie, województwo płockie i województwo mazowieckie. Województwo rawskie składało się z trzech ziem: rawskiej, sochaczewskiej i gostynińskiej. Województwo płockie dzieliło się na 8 powiatów: płocki, bielski, raciąski, sierpecki, płoński, szreński, niedzborski i mławski. Trzy ostatnie, jako że leżały między Wkrą, Łydynią a Prusami, nosiły miano ziemi zawkrzeńskiej. Województwo mazowieckie składało się z ziem: czerskiej, warszawskiej, wiskiej, wyszogrodzkiej, zakroczymskiej, ciechanowskiej, łomżyńskiej, różańskiej, liwskiej i nurskiej. Do 1540 roku Mazowsze utrzymało własny sejm (później przekształcony w sejmik generalny), a do 1577 roku utrzymało odrębne prawo (w 1540 opublikowane jako tzw. Zwód Goryńskiego). Prawo zwyczajowe różniące się od polskiego skodyfikowano w statucie Prażmowskiego z 1522 i Goryńskiego z 1540 r. W 1576 r. odstąpiono od prawa lokalnego i przyjęto prawo polskie potwierdzone przez Batorego w 1577 r. z zachowaniem niektórych „mazowieckich eksceptów”.

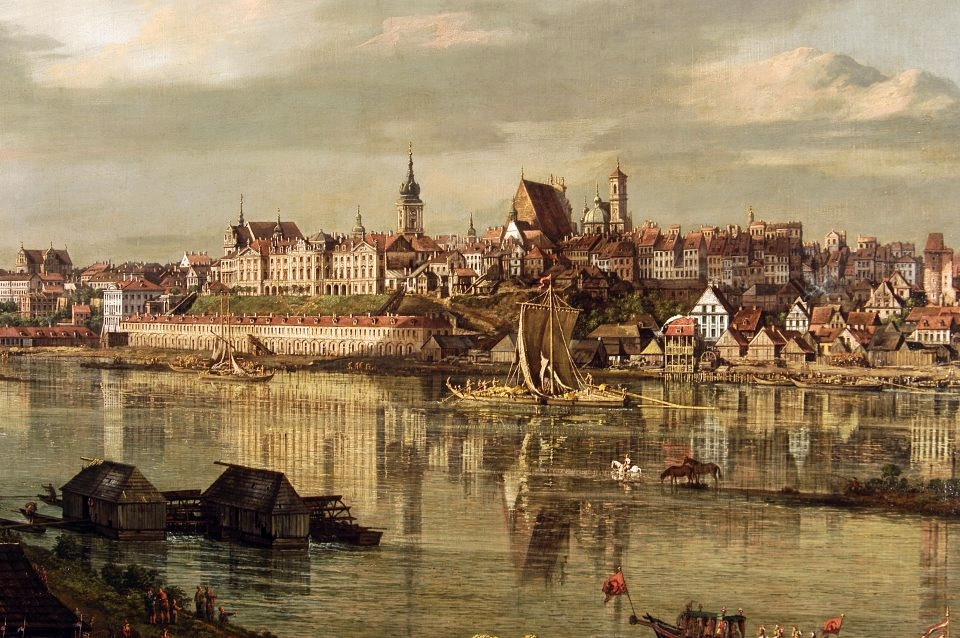
Warszawa w XVIII w. na obrazie B. Bellotto

Zamki królewskie, w których urzędowali (także sezonowo) władcy po inkorporacji, znajdowały się w Warszawie, Płocku, Czersku.
W XVI w. była to najgęściej zaludniona kraina na ziemiach polskich, z której pochodził główny żywioł zasiedlający Mazury, Warmię, Podlasie, Litwę i Ruś.

### Okres zaborów
W drugim i trzecim rozbiorze większa część Mazowsza przypadła przejściowo Prusom, a mniejsza, między Wisłą i Bugiem – Austrii. W roku 1807 Napoleon Bonaparte utworzył Księstwo Warszawskie, w którym znalazło się całe Mazowsze. Lecz wojny napoleońskie zakończyły się klęską Francji. Zwycięskie mocarstwa na Kongresie Wiedeńskim w 1815 r. zdecydowały, że 2/3 Księstwa przypadły Rosji – w konsekwencji całe Mazowsze znalazło się w Królestwie Kongresowym pod panowaniem Rosji (zabór rosyjski). Wtedy utworzono ponownie województwo mazowieckie, ale w znacznie zmniejszonych granicach; w 1837 zamieniono je na gubernię mazowiecką, a tę w 1844 r. na gubernię warszawską.

### II Rzeczpospolita
W latach 1919–1939 większa część Mazowsza znalazła się w województwie warszawskim, mniejsze części w województwie białostockim (Łomża), a także lubelskim i łódzkim.

### II wojna światowa
Podczas okupacji hitlerowskich Niemiec od 1939 roku Mazowsze zostało podzielone: część centralna, południowa i częściowo zachodnia (m.in. Warszawa, Grójec, Garwolin, Ostrów Mazowiecka, Łowicz, Skierniewice) były częścią Generalnego Gubernatorstwa (GG), natomiast znaczna część zachodnia, północno-zachodnia, północna i częściowo północno-wschodnia (m.in. Płock, Płońsk, Gostynin, Ostrołęka, Mława, Ciechanów, Przasnysz)  zostały przyłączone bezpośrednio do III Rzeszy i włączone w skład prowincji Prusy Wschodnie. Część Mazowsza przyłączona do GG była miejscem zsyłki Polaków wysiedlonych z Pomorza i Wielkopolski w imię polityki lebensraumu, natomiast Polacy z części Mazowsza włączonej bezpośrednio do Rzeszy również podlegali wysiedlaniu w wyniku polityki lebensraumu, nierzadko zostawali wysiedleni do części Mazowsza w GG.
Najbardziej wysunięta na wschód część Mazowsza (m.in. Łomża, Zambrów, Kolno, Grajewo) w latach 1939–1941 znajdowała się pod okupacją sowiecką będąc częścią obwodu białostockiego. Dopiero w 1941 roku ta część Mazowsza została zajęta przez Niemców i w okresie okupacji niemieckiej była częścią Bezirk Bialystok (Okręgu Białostockiego).

## Warunki naturalne
Kraina leżąca w rejonie środkowego dorzecza Wisły, do 1526 r. nie tworzyła integralnej (bezpośredniej) części z Królestwem Polskim od czasów rozbicia dzielnicowego Polski, czyli od XII wieku. Gleby marne i kamieniste, morenowe osady i słaby system odwadniania hamowały rozwój rolnictwa, pozostawiając rozległe tereny wrzosowisk oraz pokryte zaroślami ugory. Mazowsze pozbawione jest ważnych dla gospodarki bogactw naturalnych.

## Architektura

### Pomniki historii

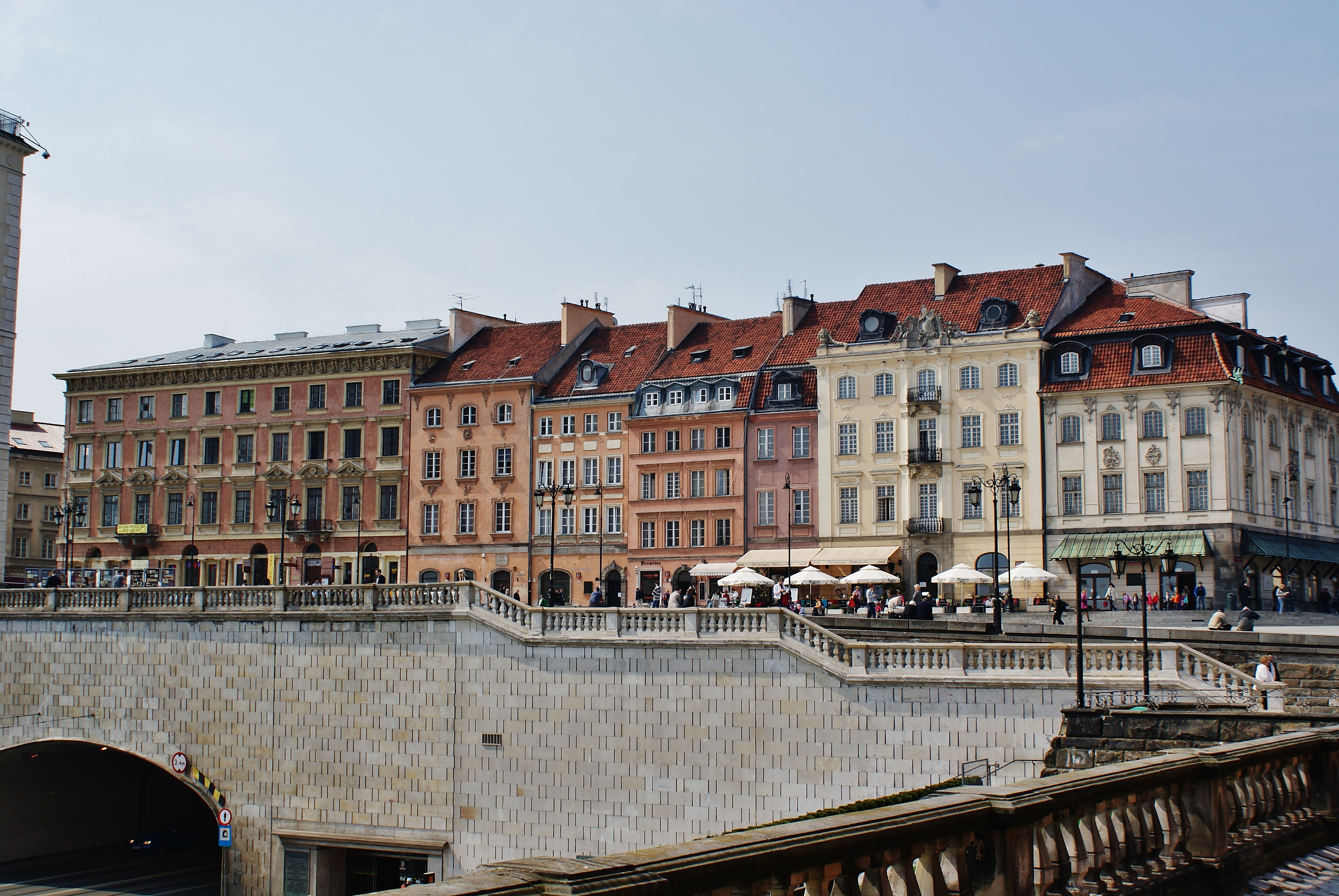
Historyczny zespół miasta Warszawy
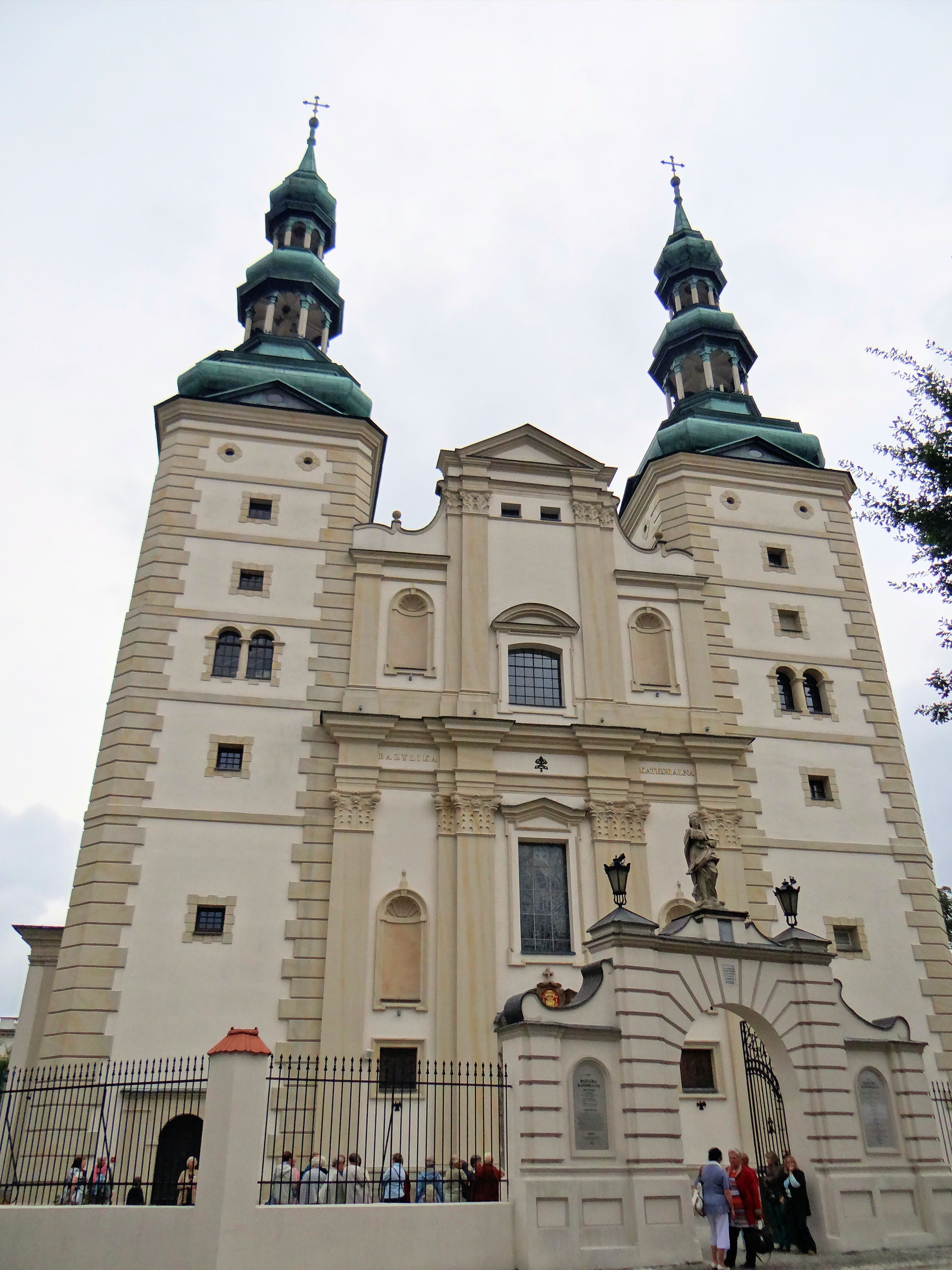
Bazylika katedralna Wniebowzięcia NMP i św. Mikołaja w Łowiczu
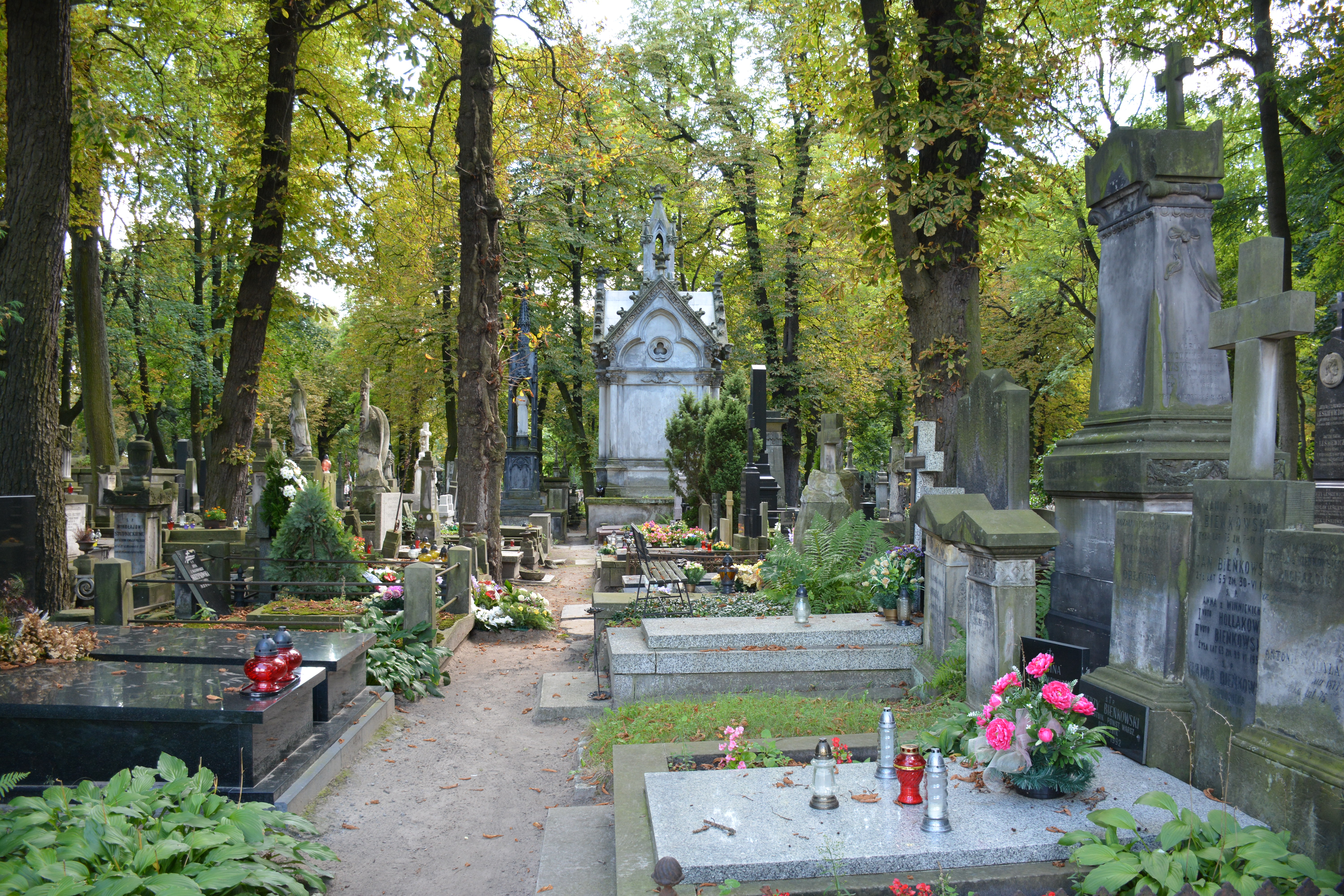
Cmentarz Powązkowski w Warszawie
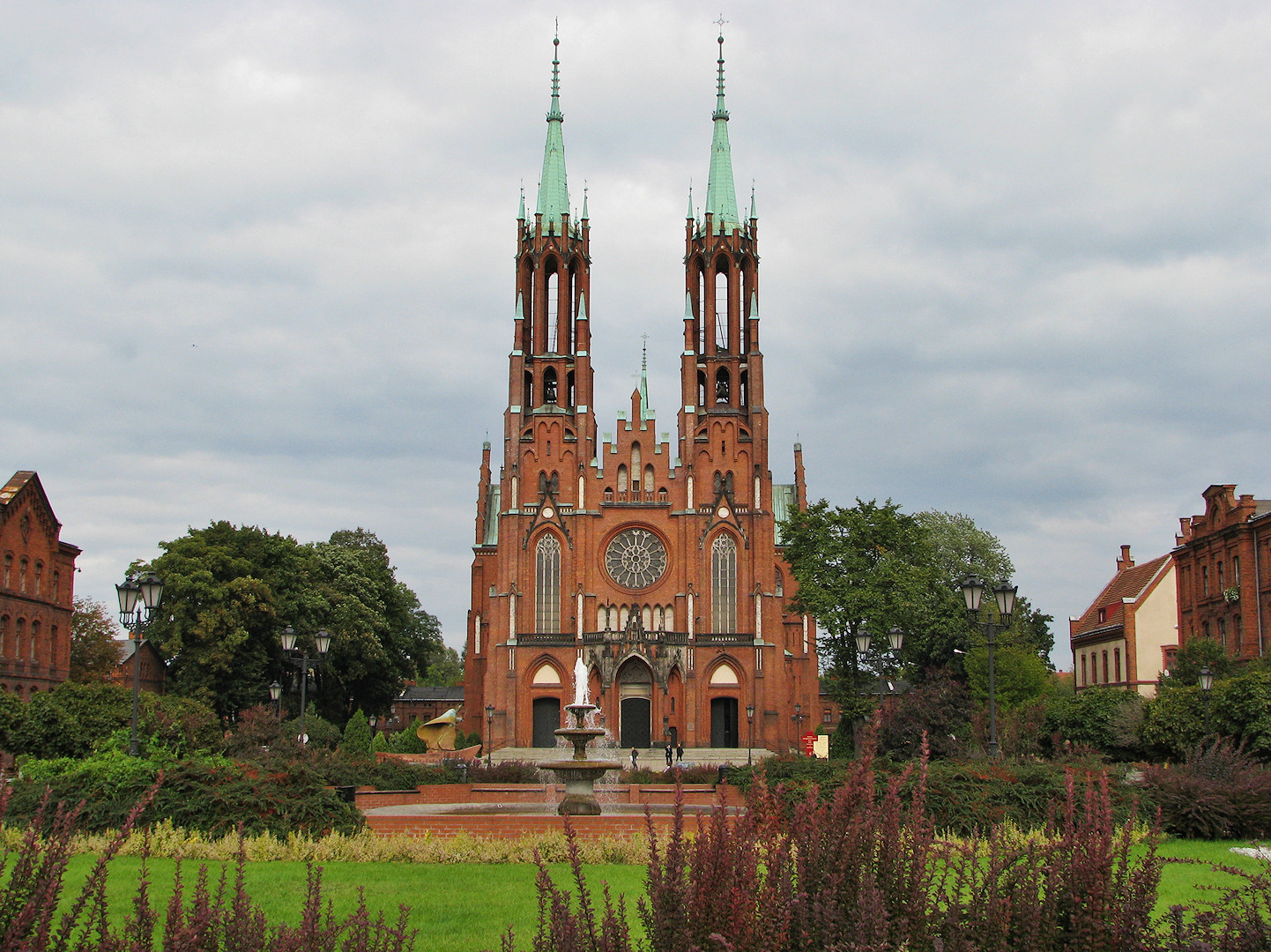
Osada fabryczna w Żyrardowie
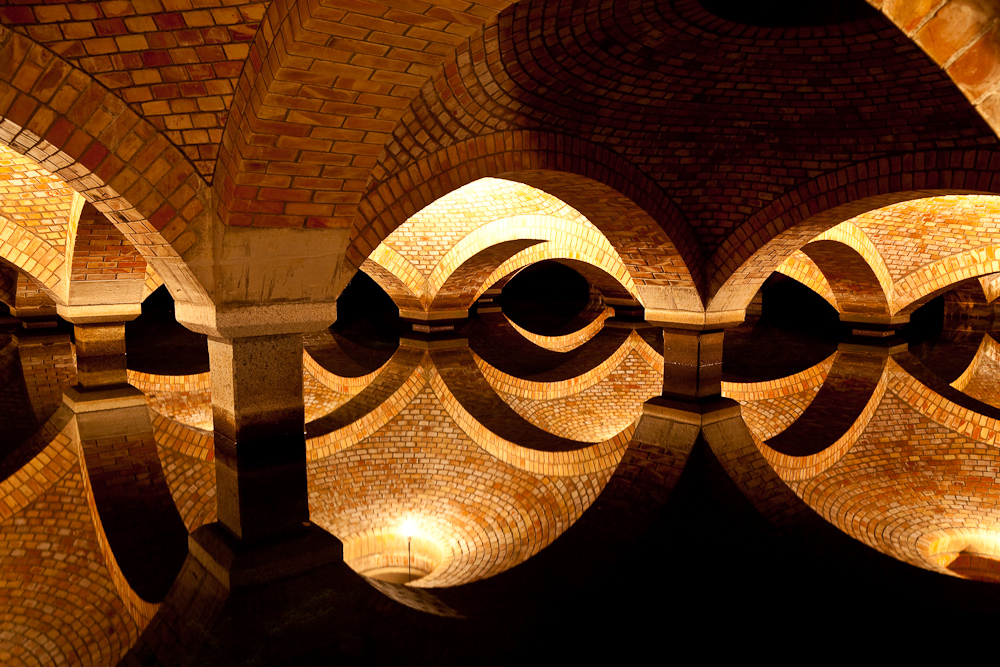
Zespół Stacji Filtrów w Warszawie

### Zamki książąt mazowieckich

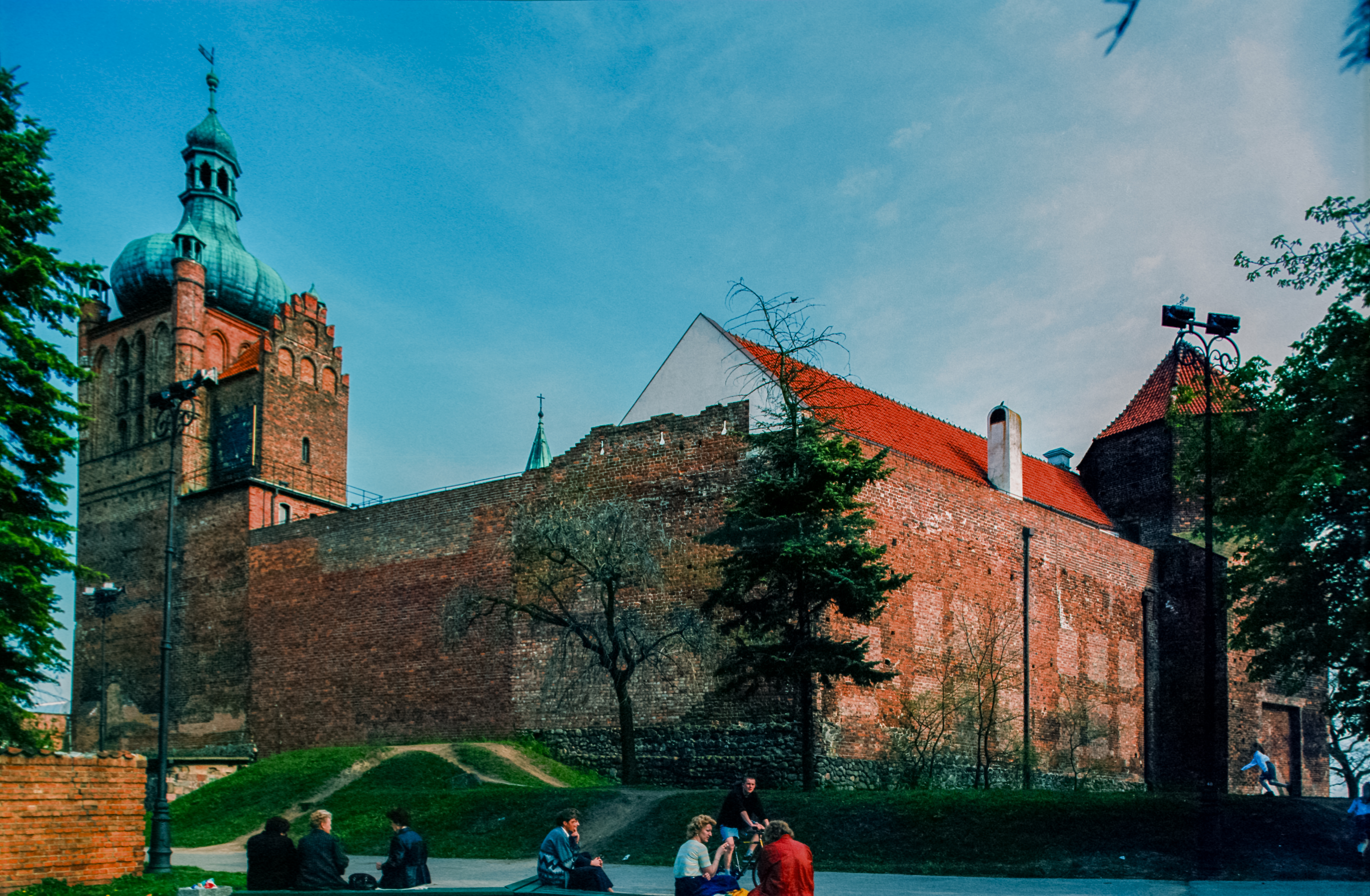
Zamek w Płocku
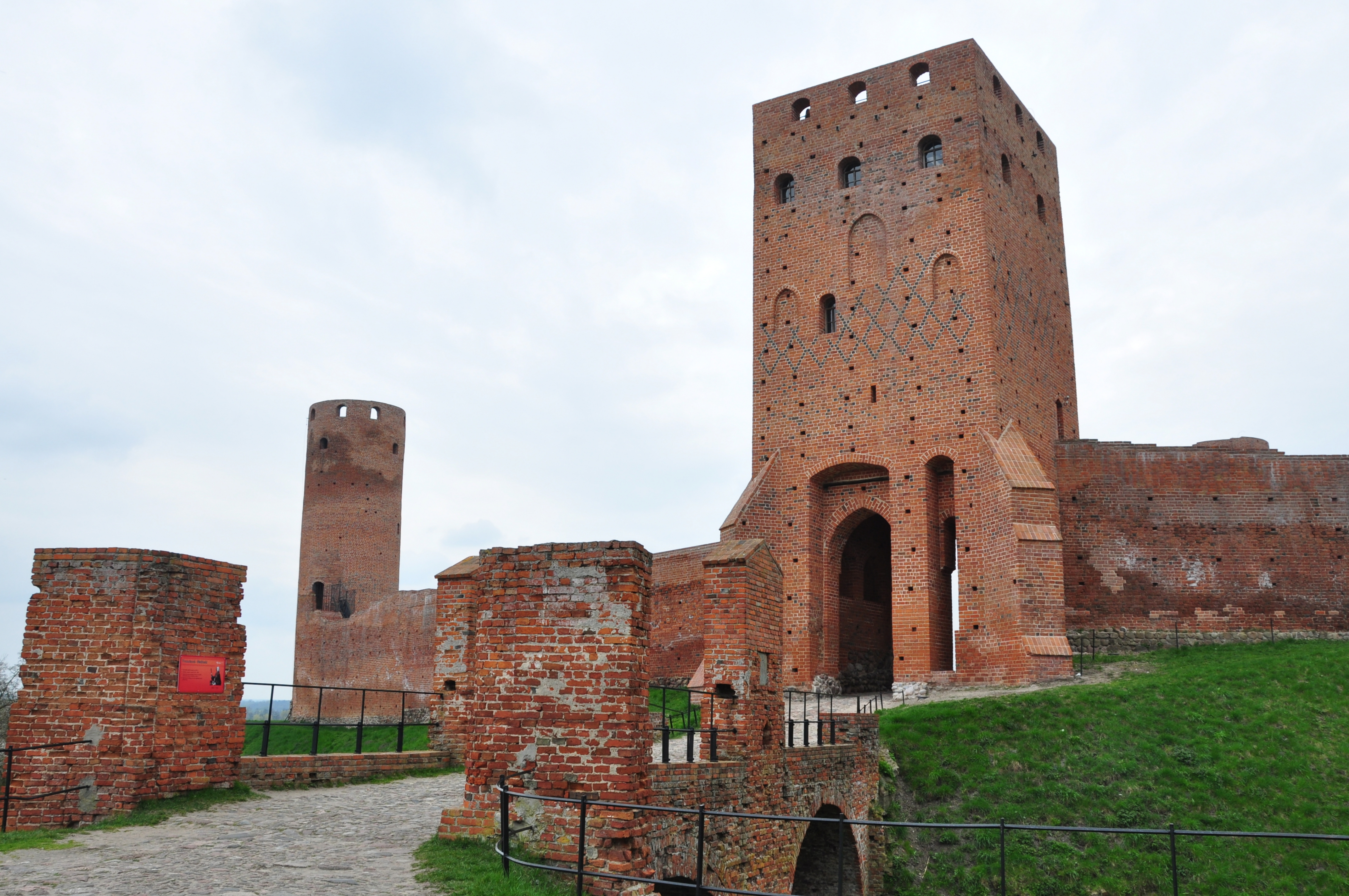
Zamek w Czersku
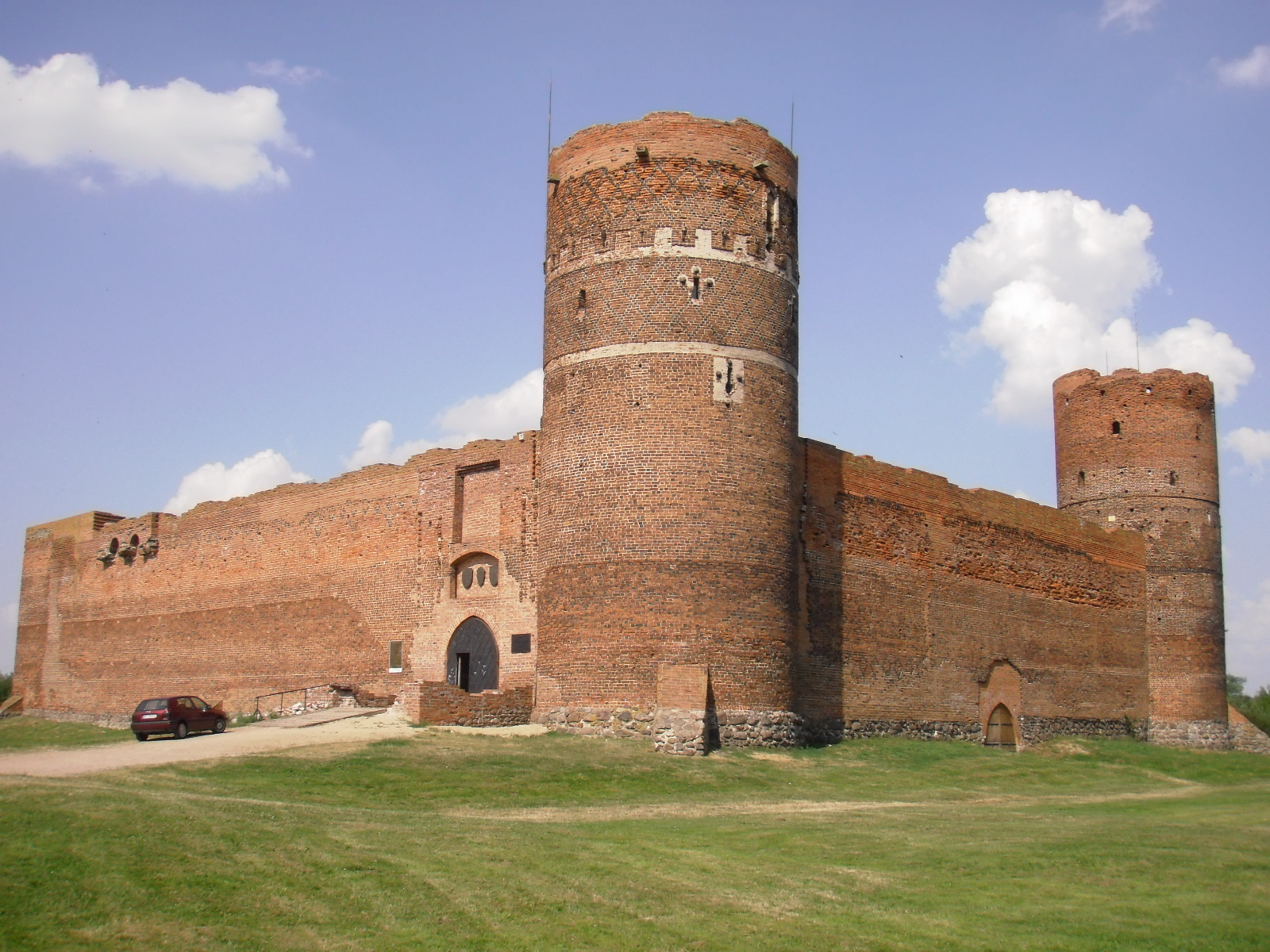
Zamek w Ciechanowie
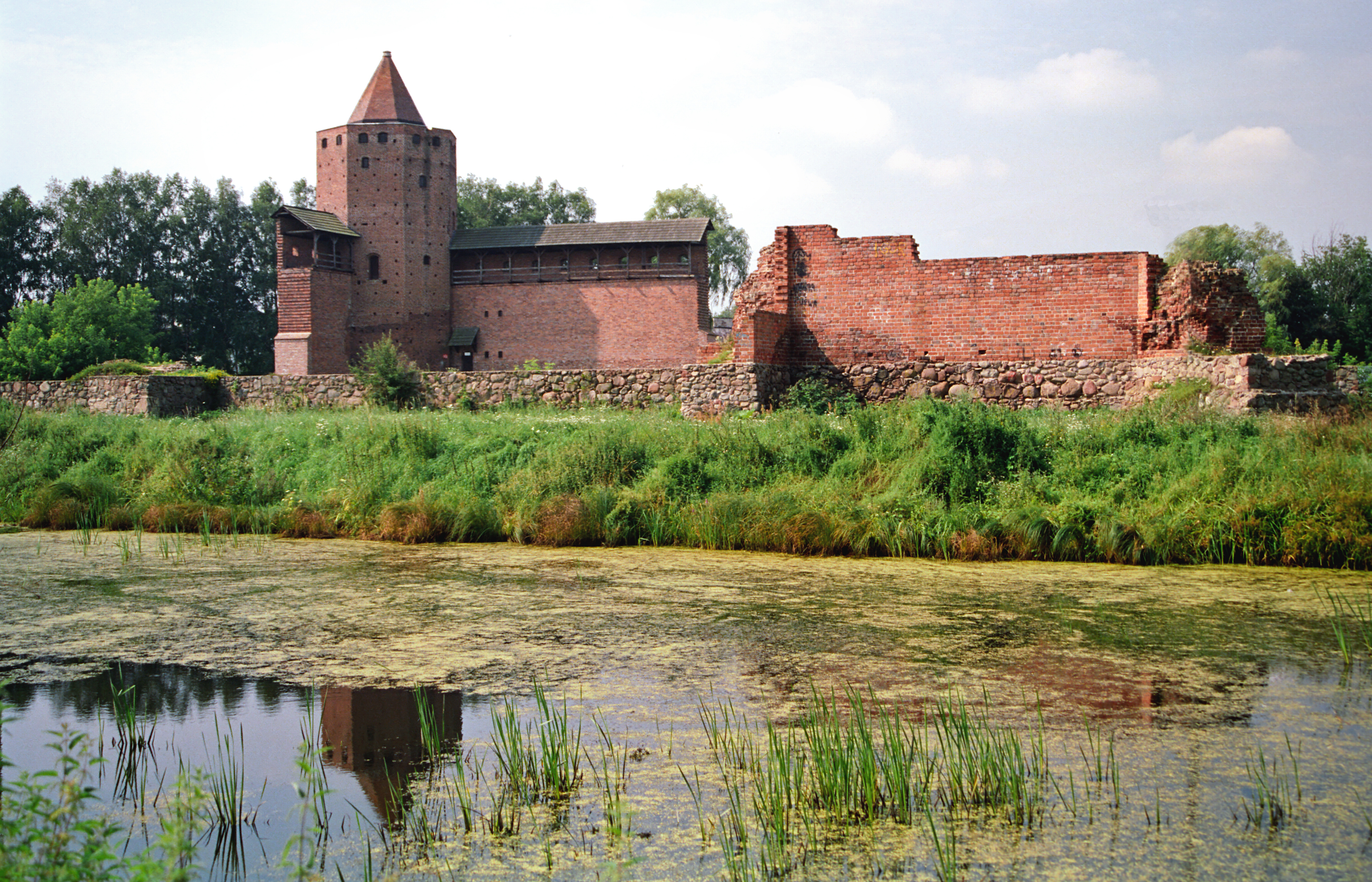
Zamek w Rawie Mazowieckiej
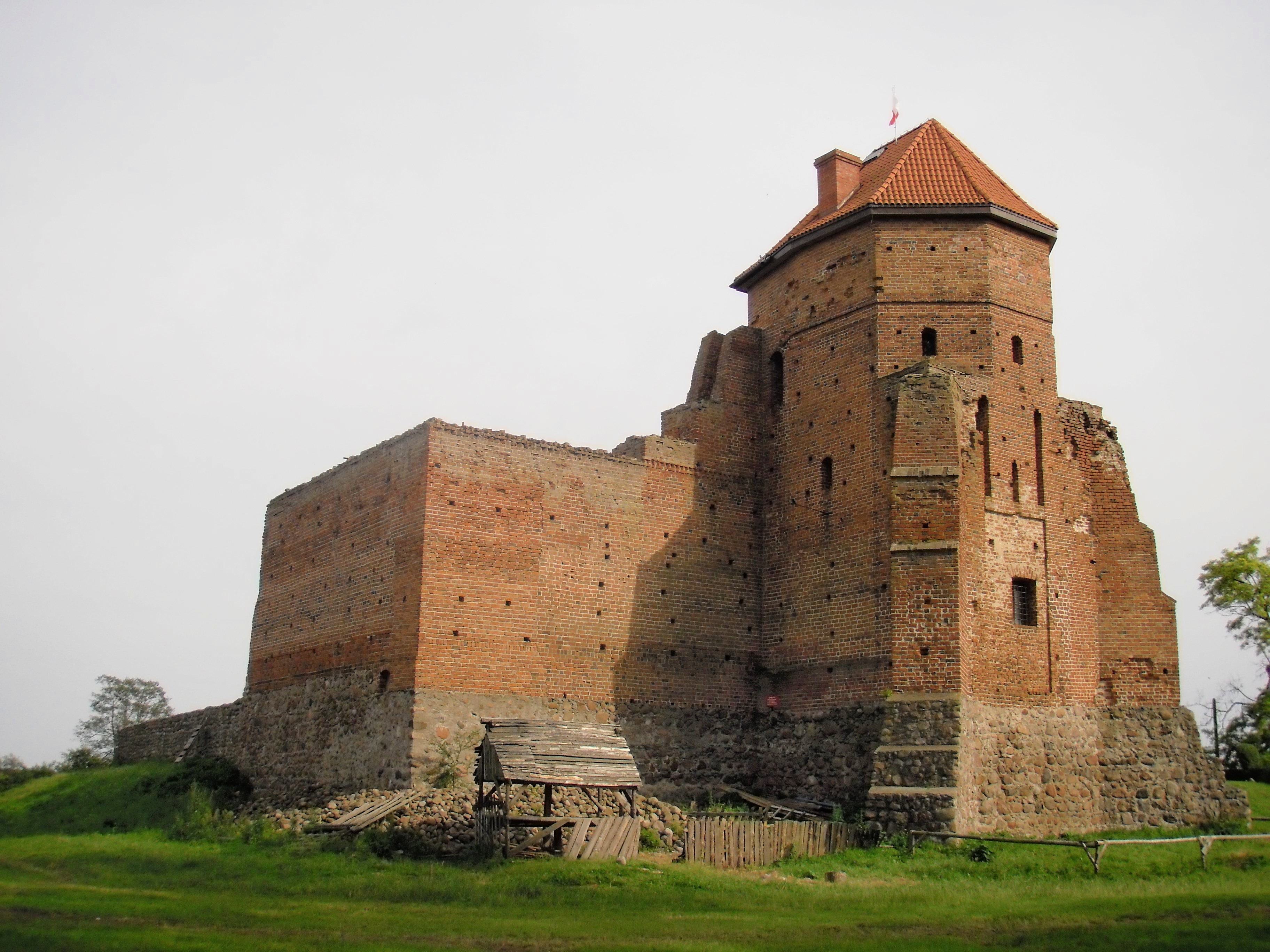
Zamek w Liwie
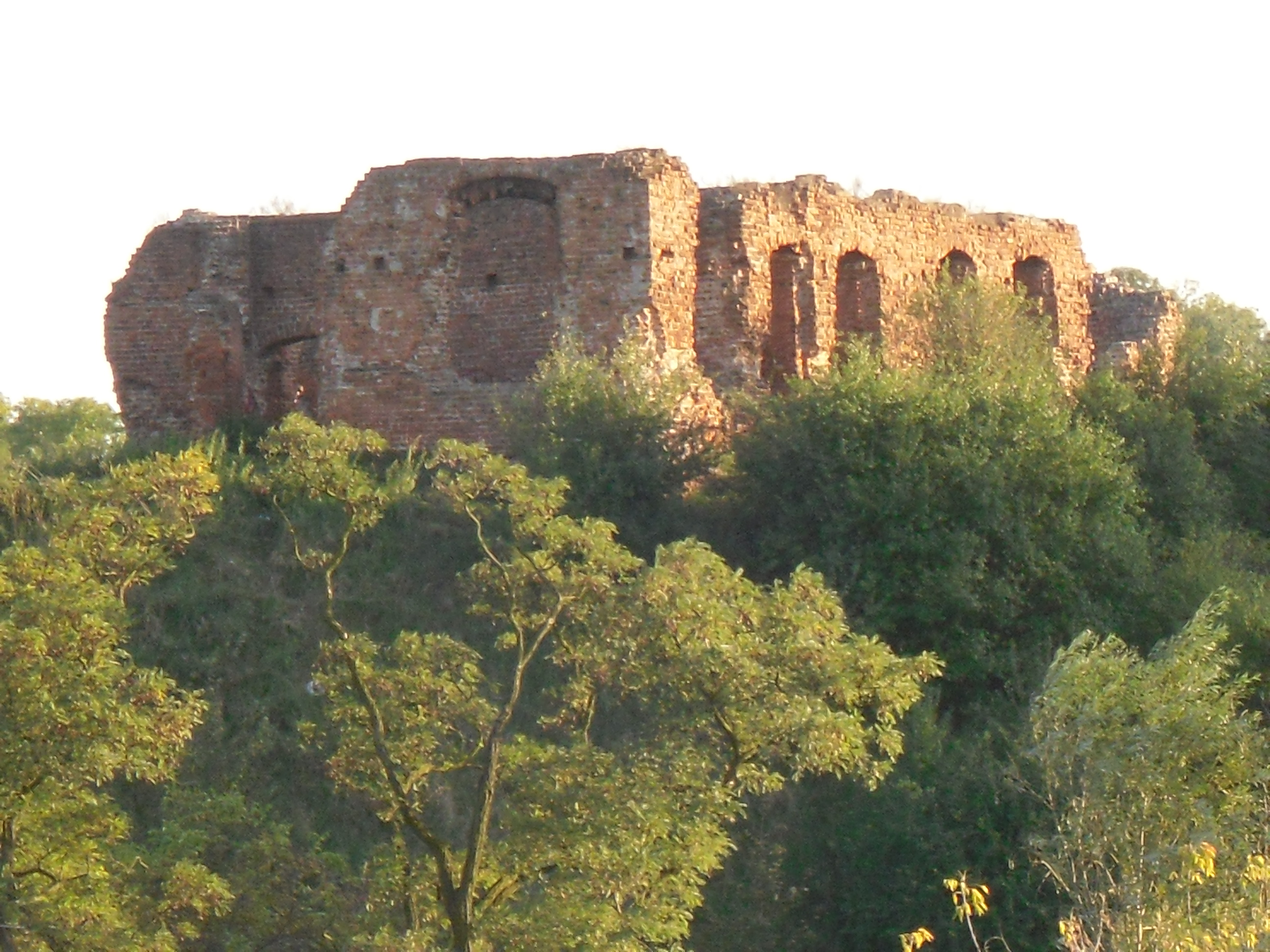
Ruiny zamku w Sochaczewie

### Pałace

Wybrane pałace:
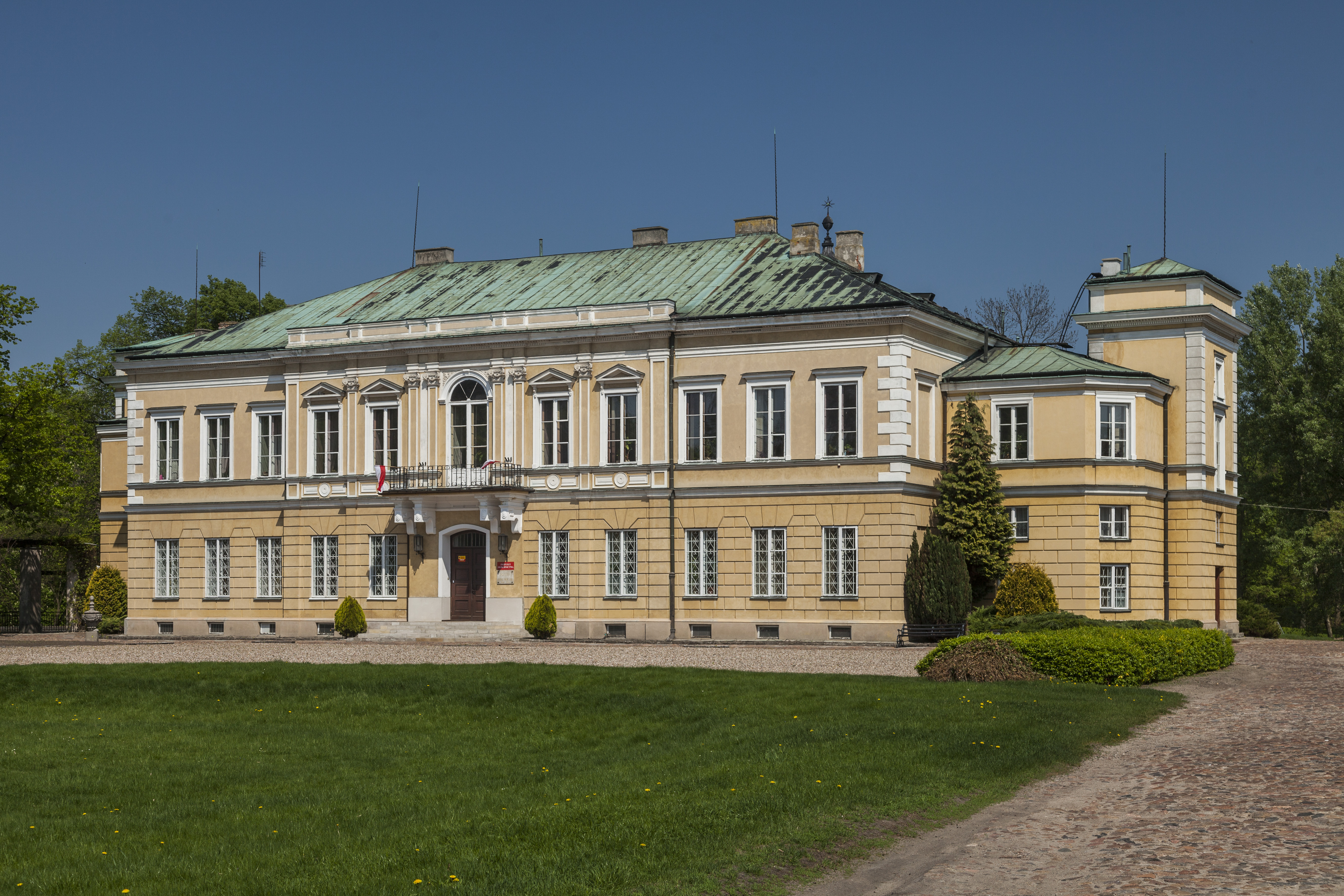
Pałac Prymasowski w Skierniewicach
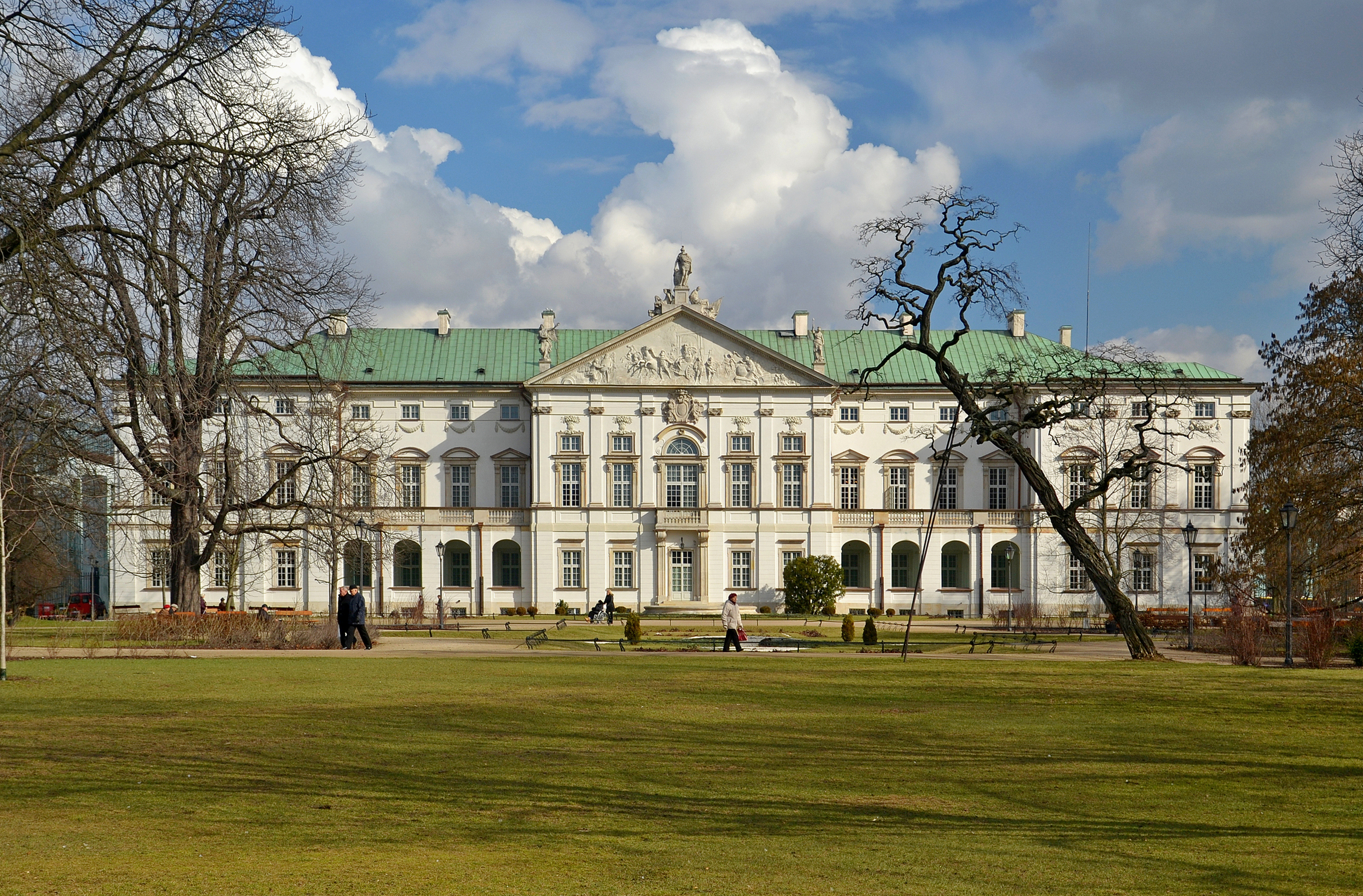
Pałac Krasińskich w Warszawie
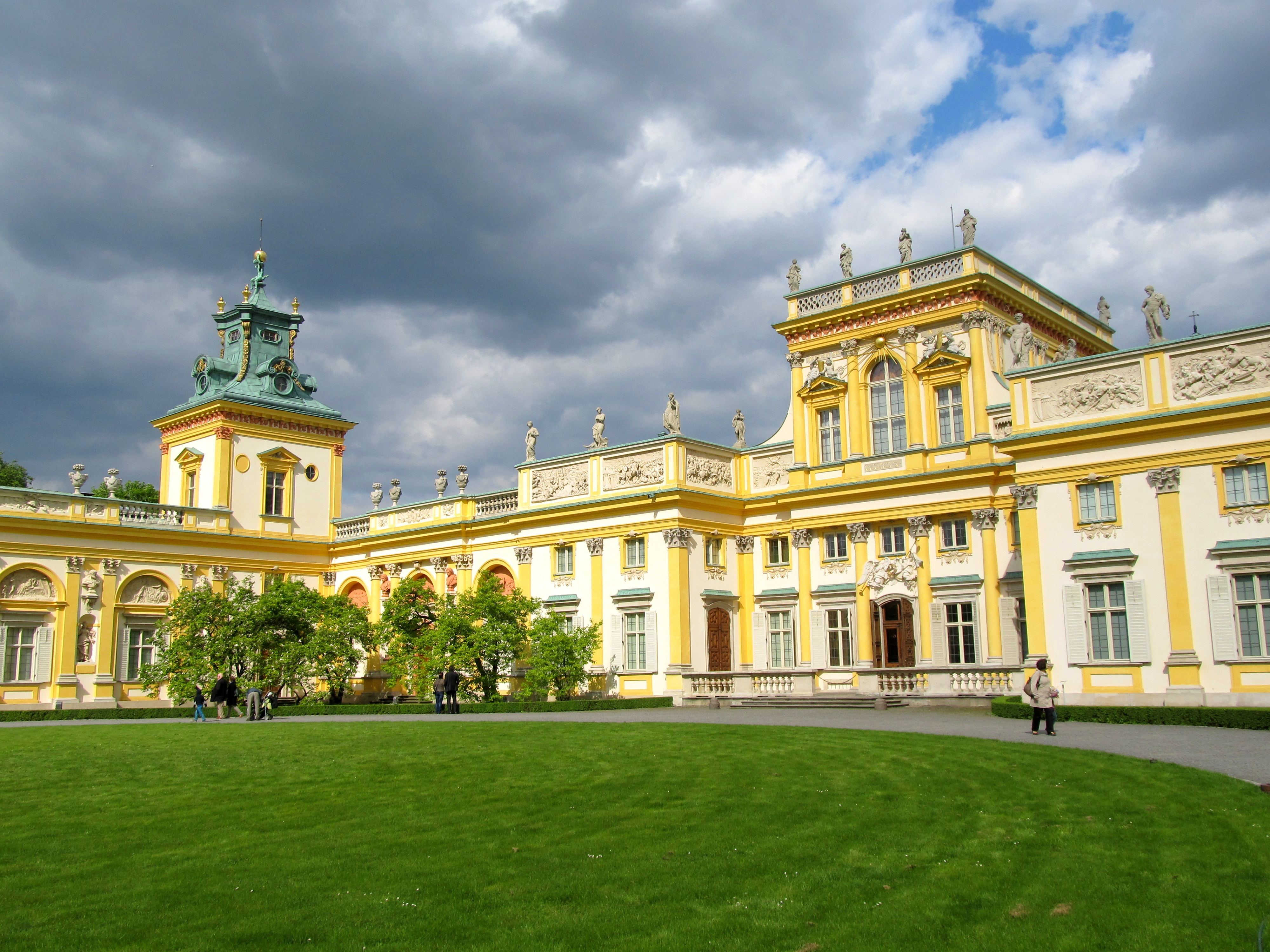
Pałac królewski w Wilanowie
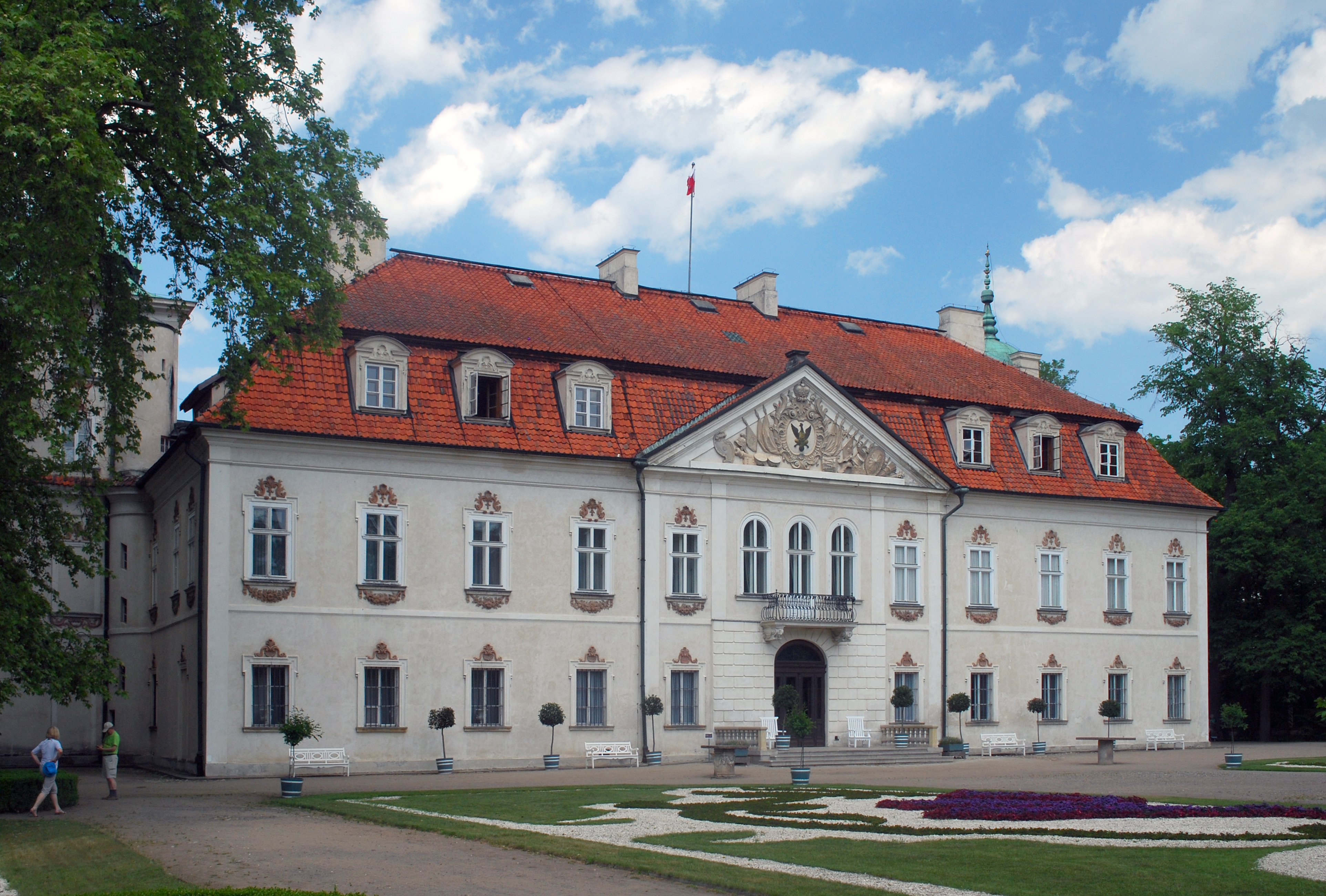
Pałac w Nieborowie
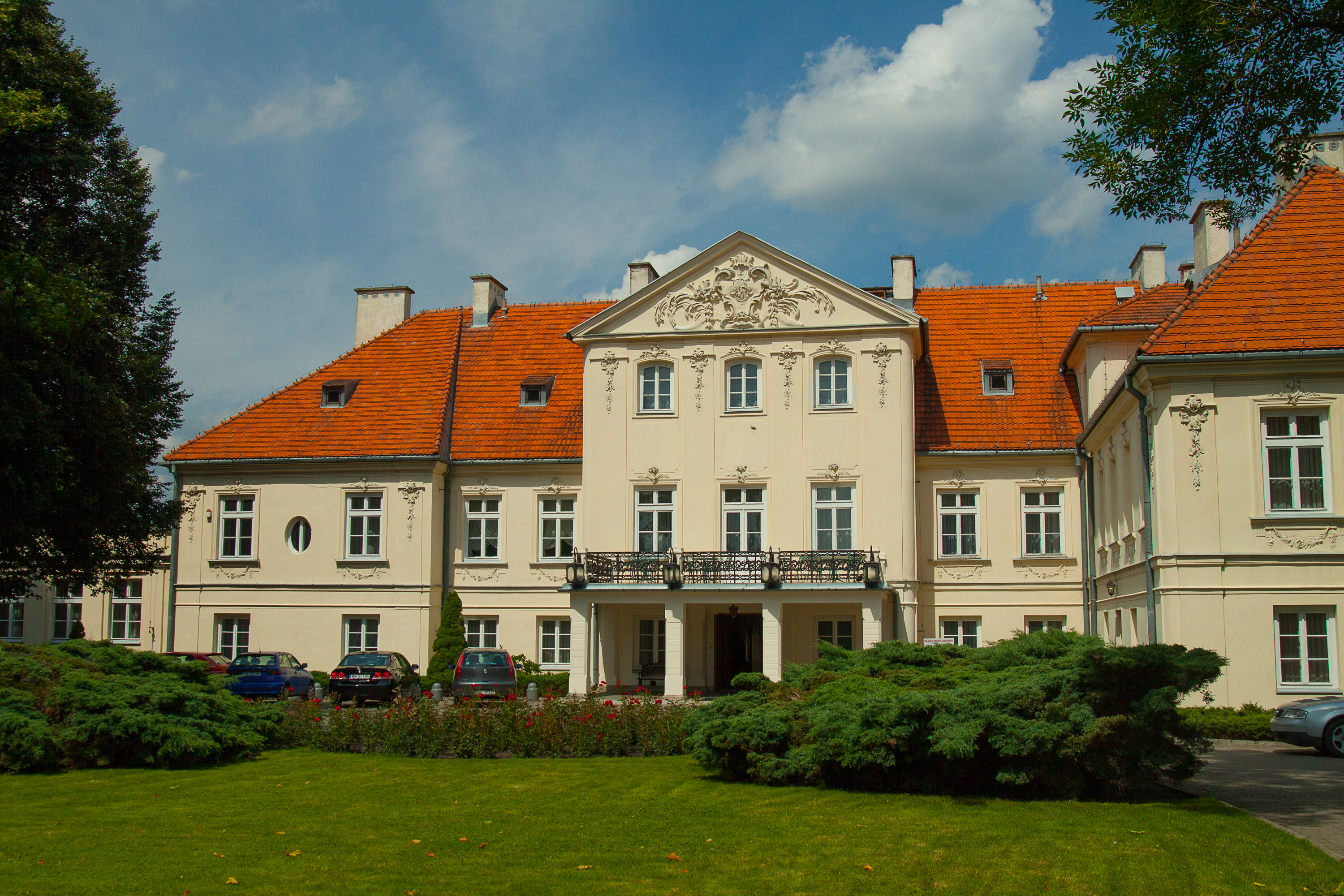
Pałac Łuszczewskich w Lesznie
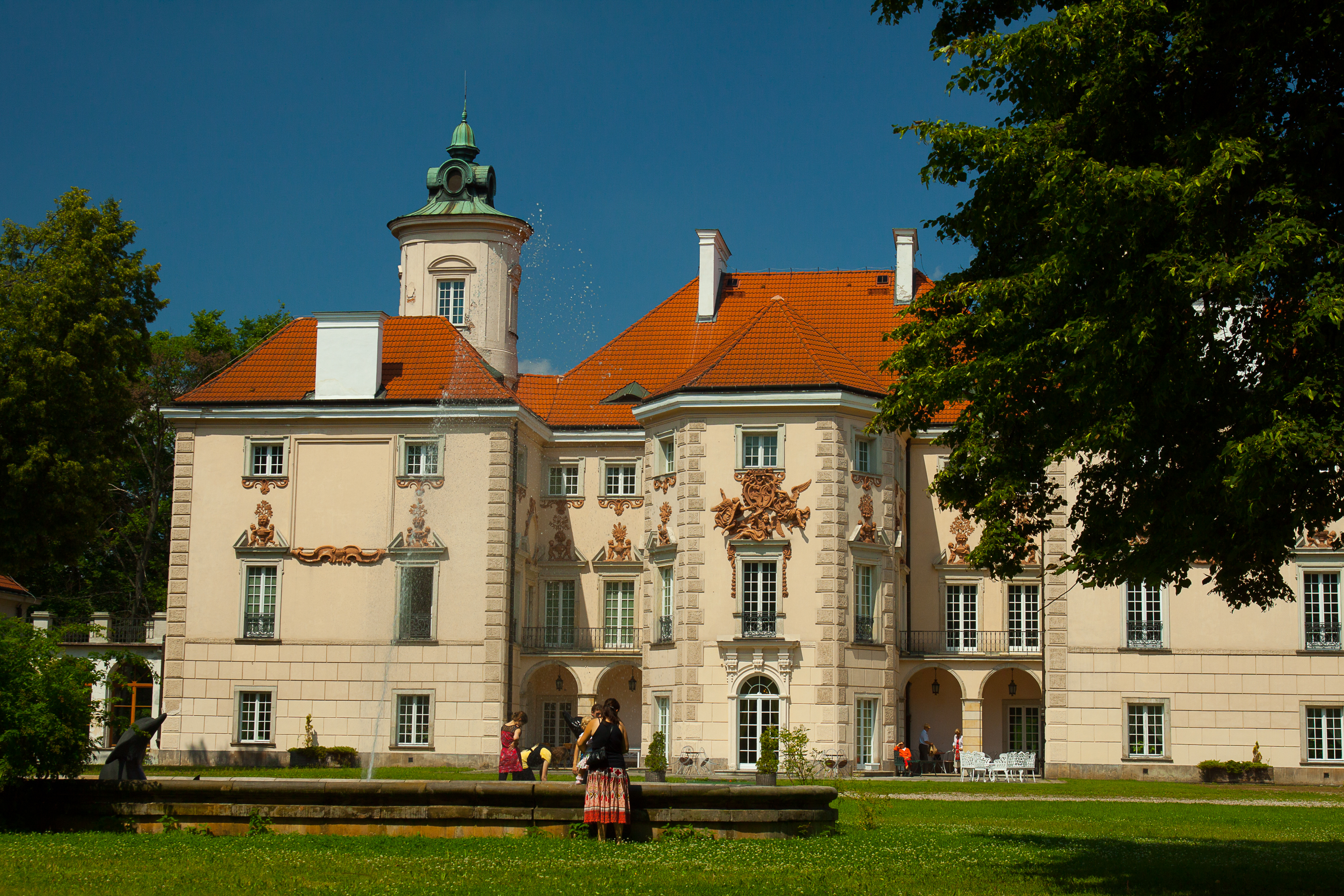
Pałac Bielińskich w Otwocku Wielkim
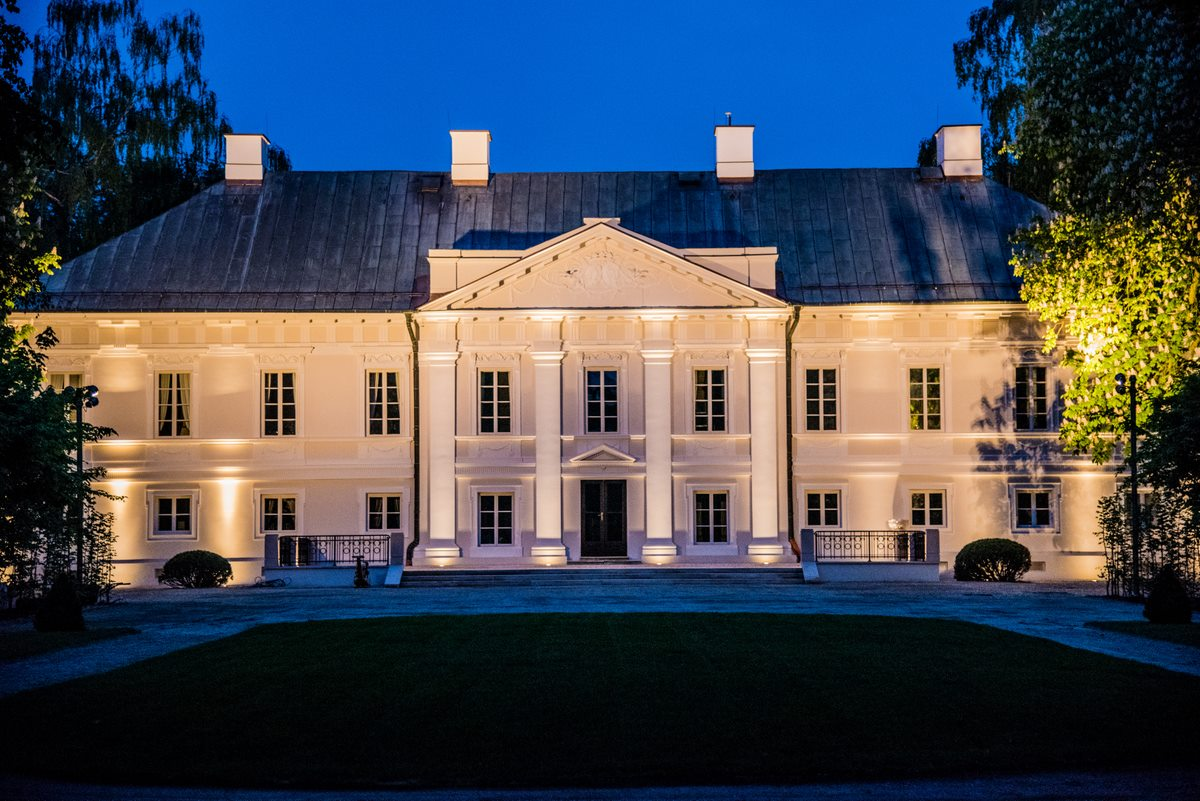
Pałac Walickich w Małej Wsi
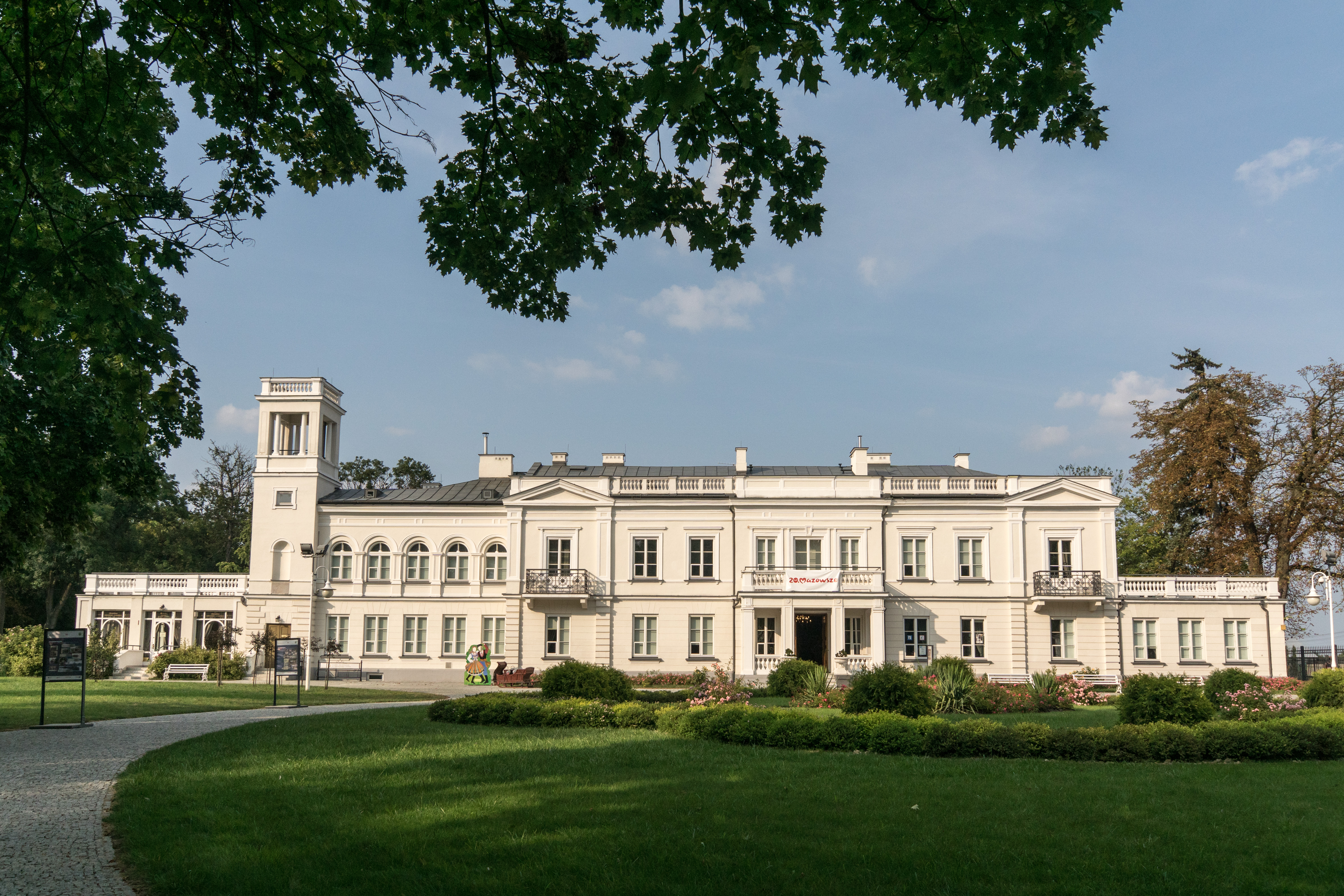
Pałac w Sannikach
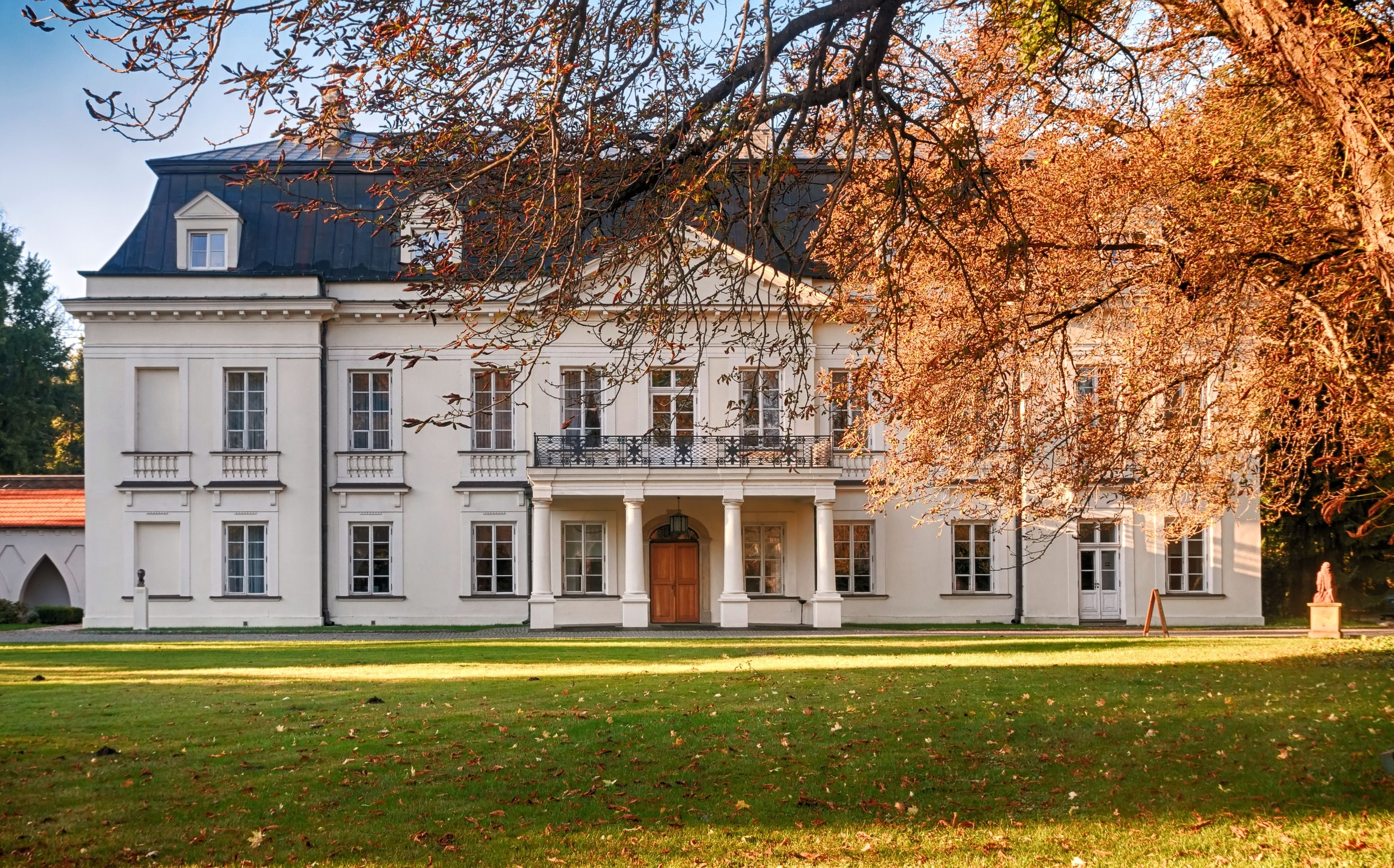
Pałac Krasińskich w Radziejowicach
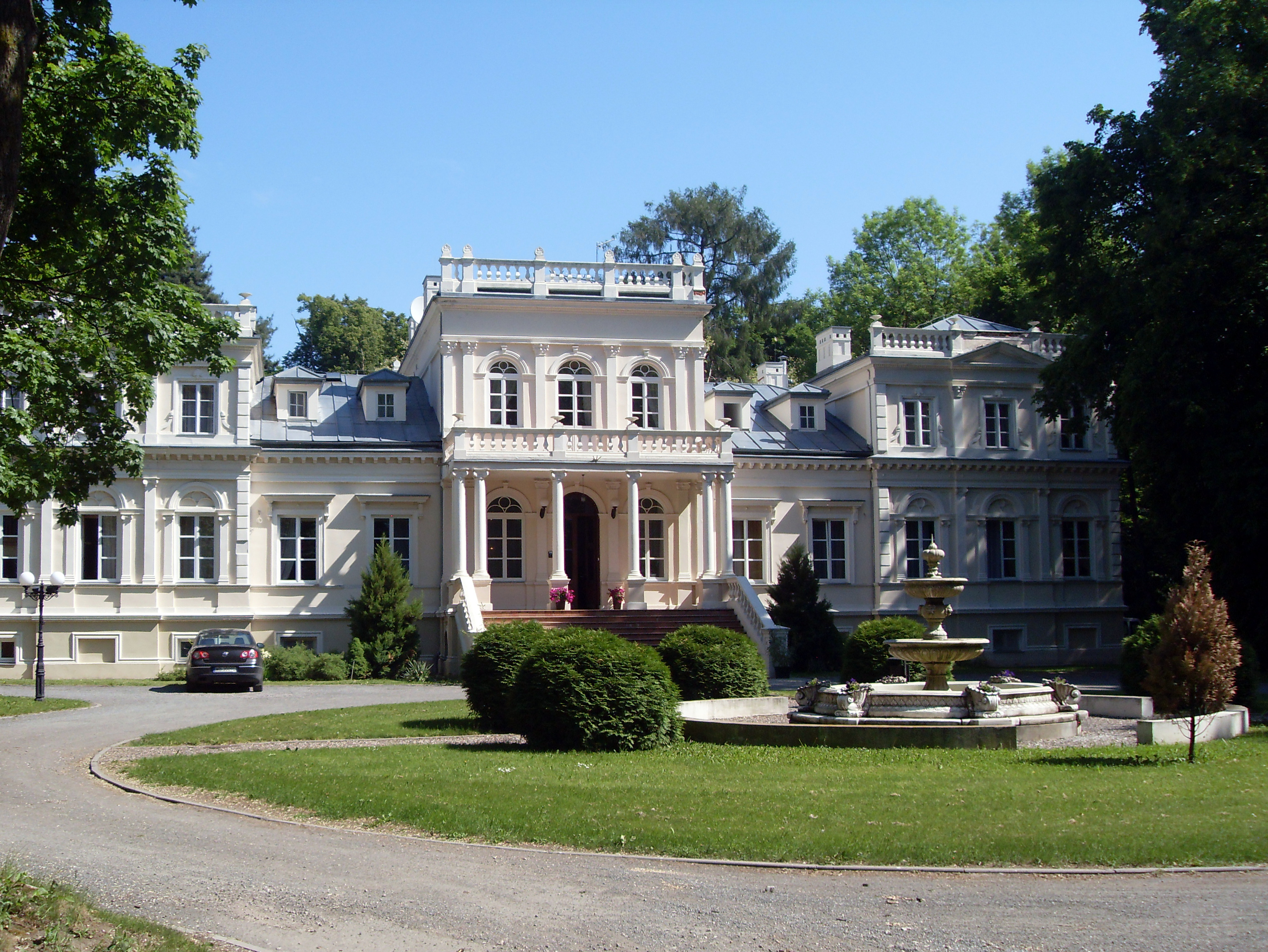
Pałac Wierzbickich w Woli-Chojnata
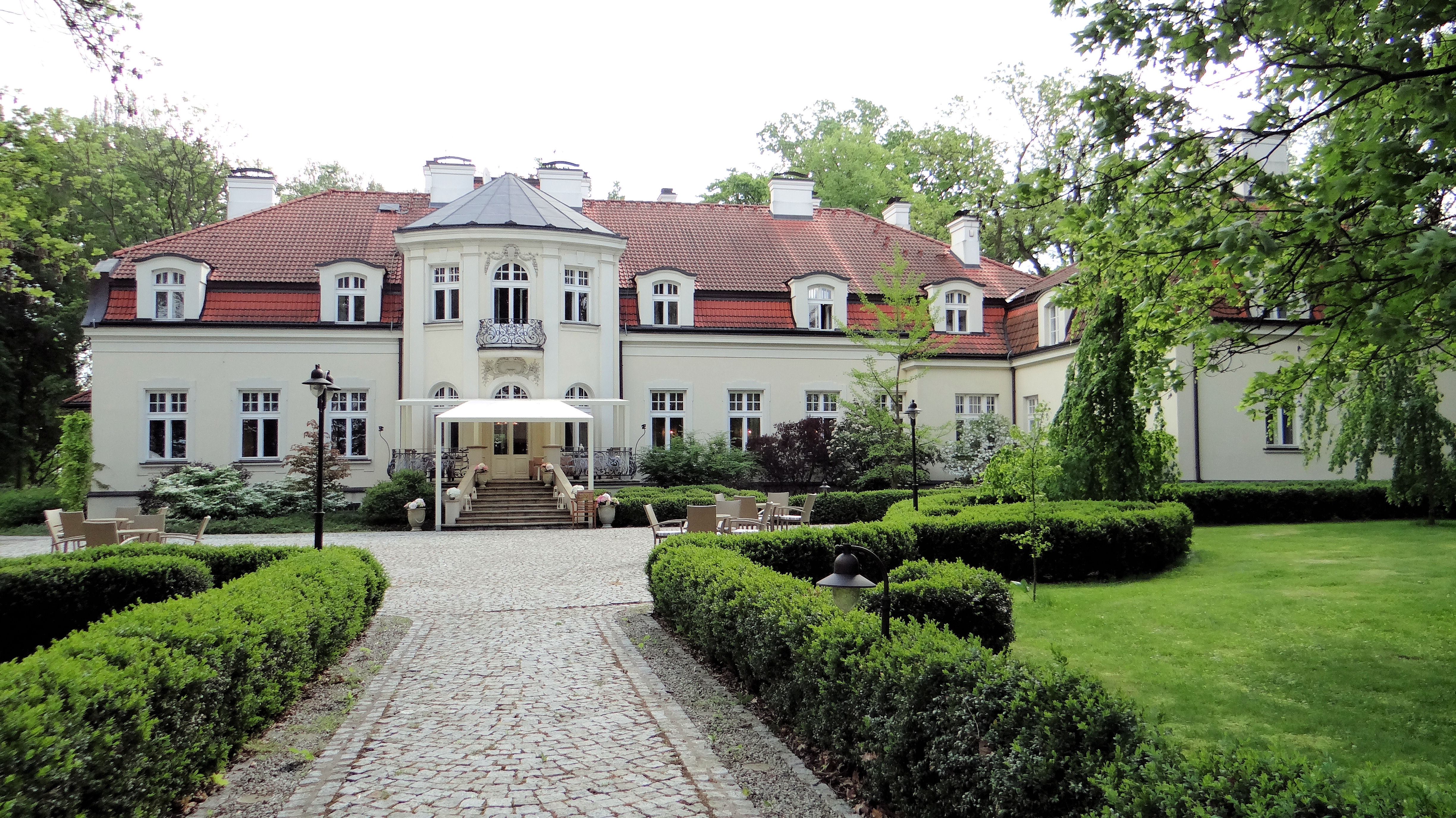
Pałac Jaworowskich w Zdunowie

### Obiekty sakralne

Wybrane zabytkowe obiekty sakralne:
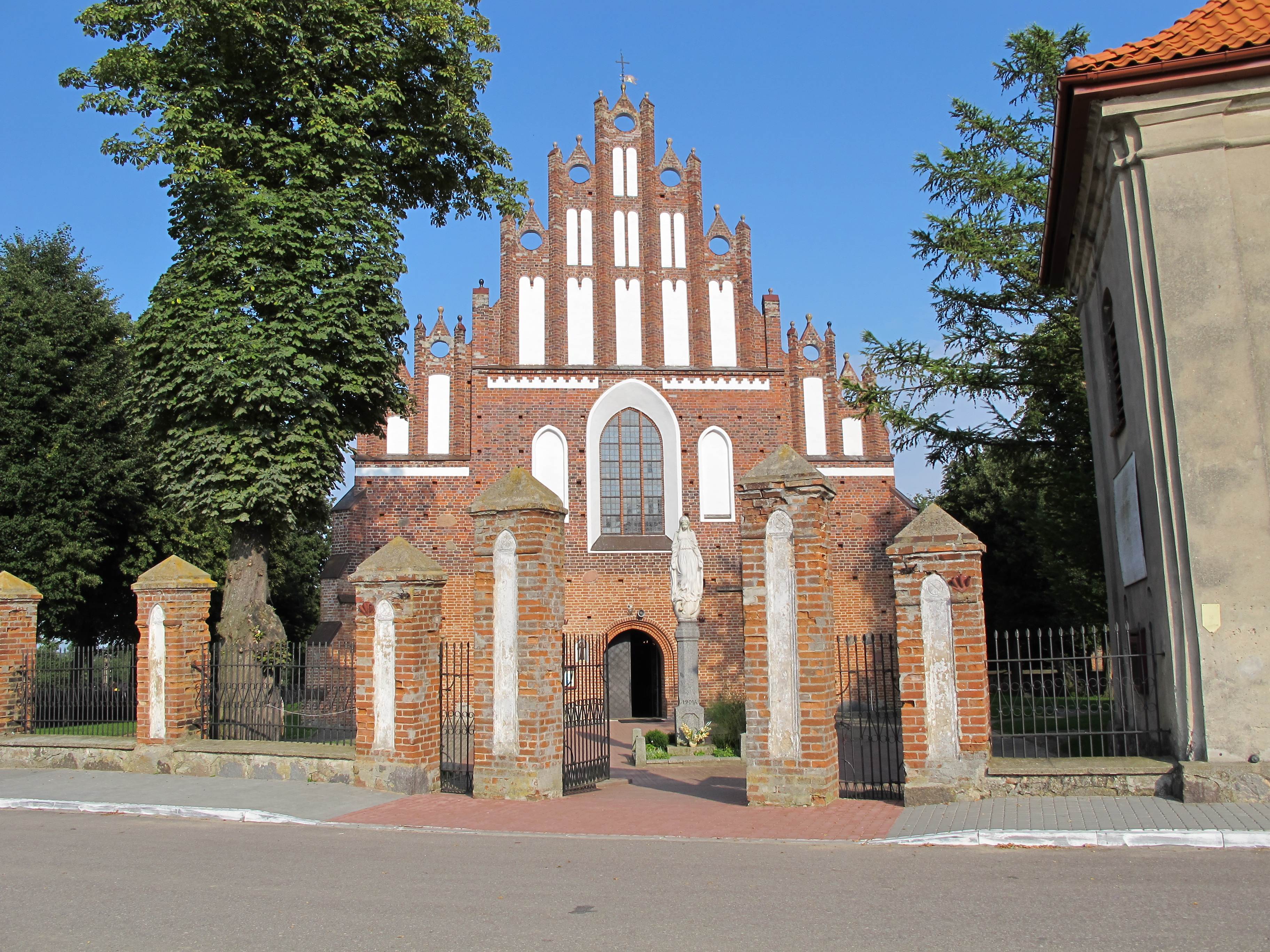
Kościół św. Jana Chrzciciela w Wiznie
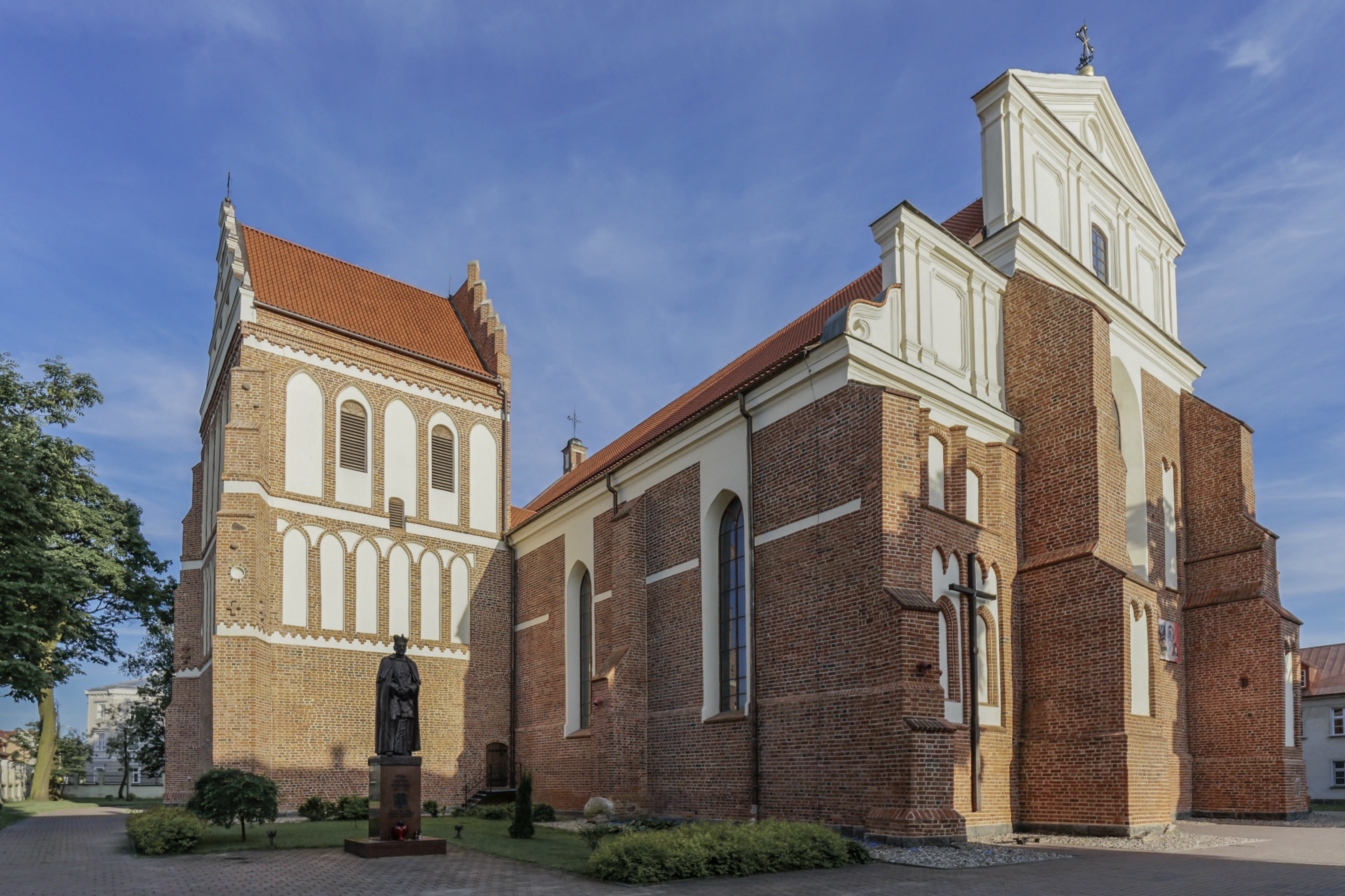
Katedra św. Michała Archanioła w Łomży
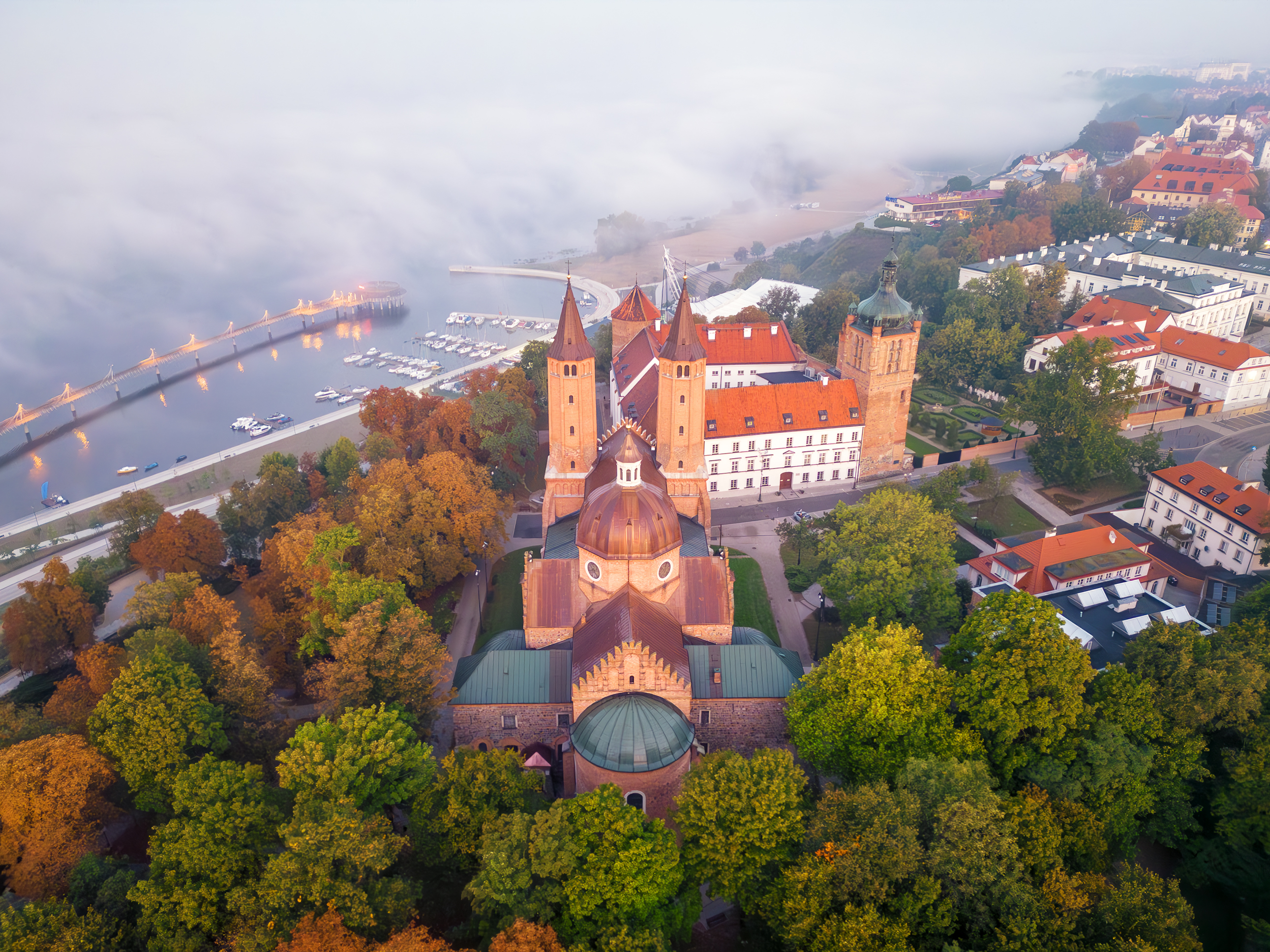
Bazylika katedralna Wniebowzięcia NMP w Płocku
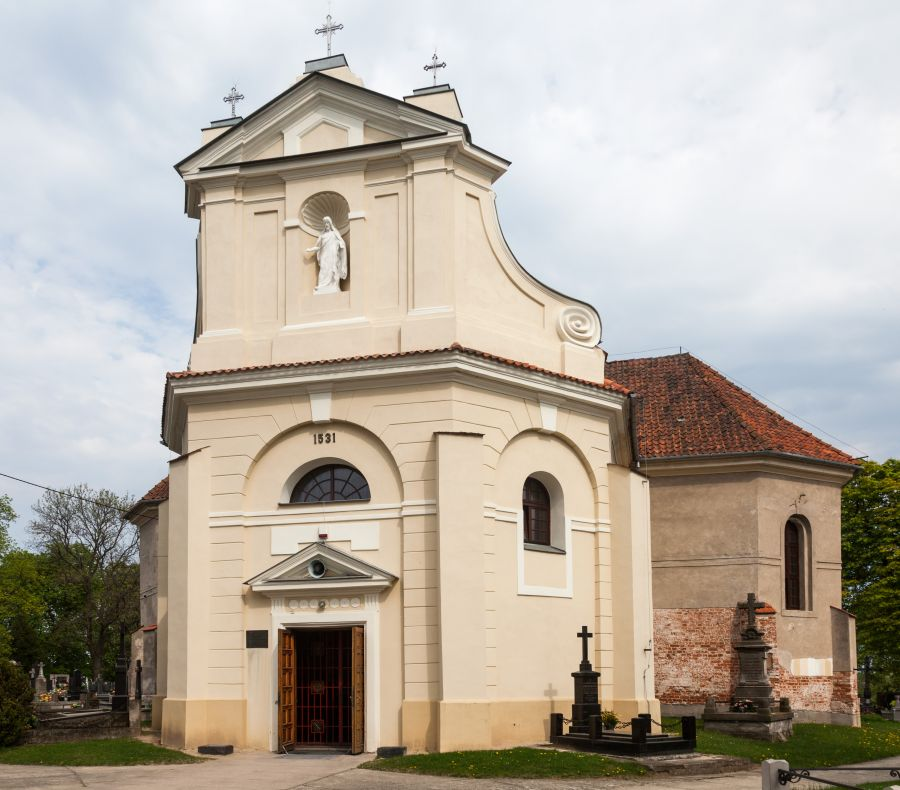
Kościół Świętego Krzyża w Pułtusku
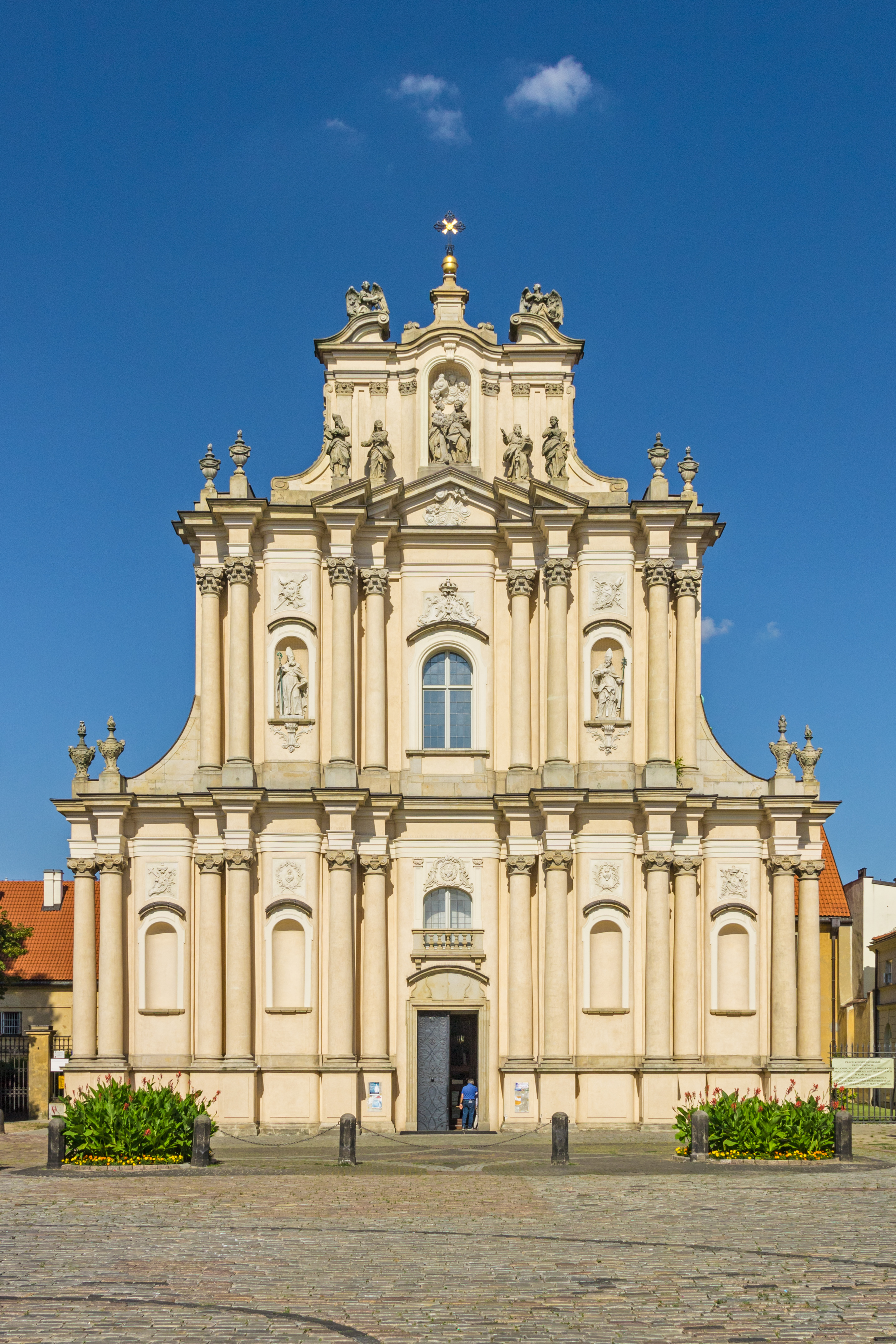
Kościół Wizytek w Warszawie
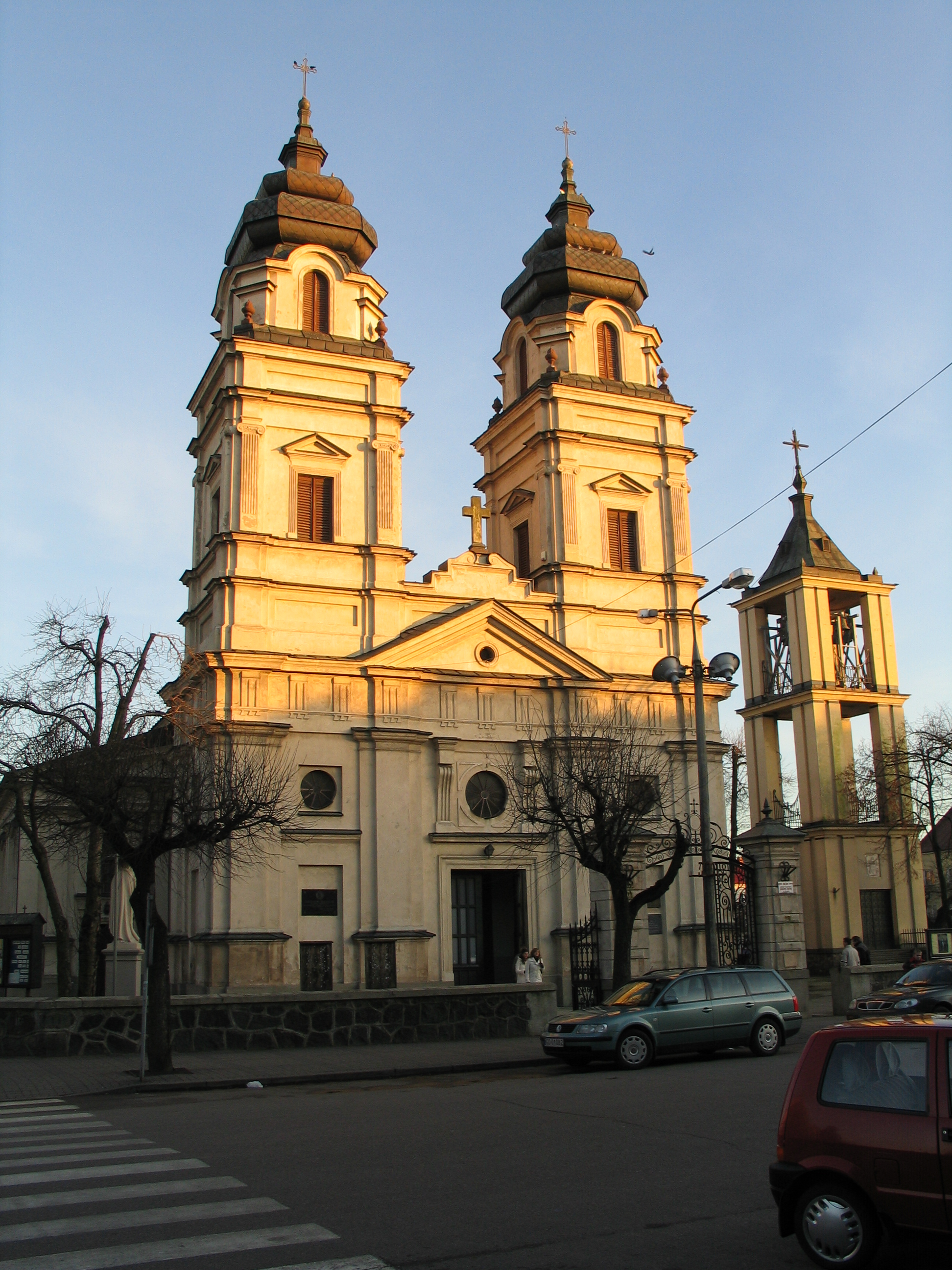
Kościół św. Trójcy w Mławie
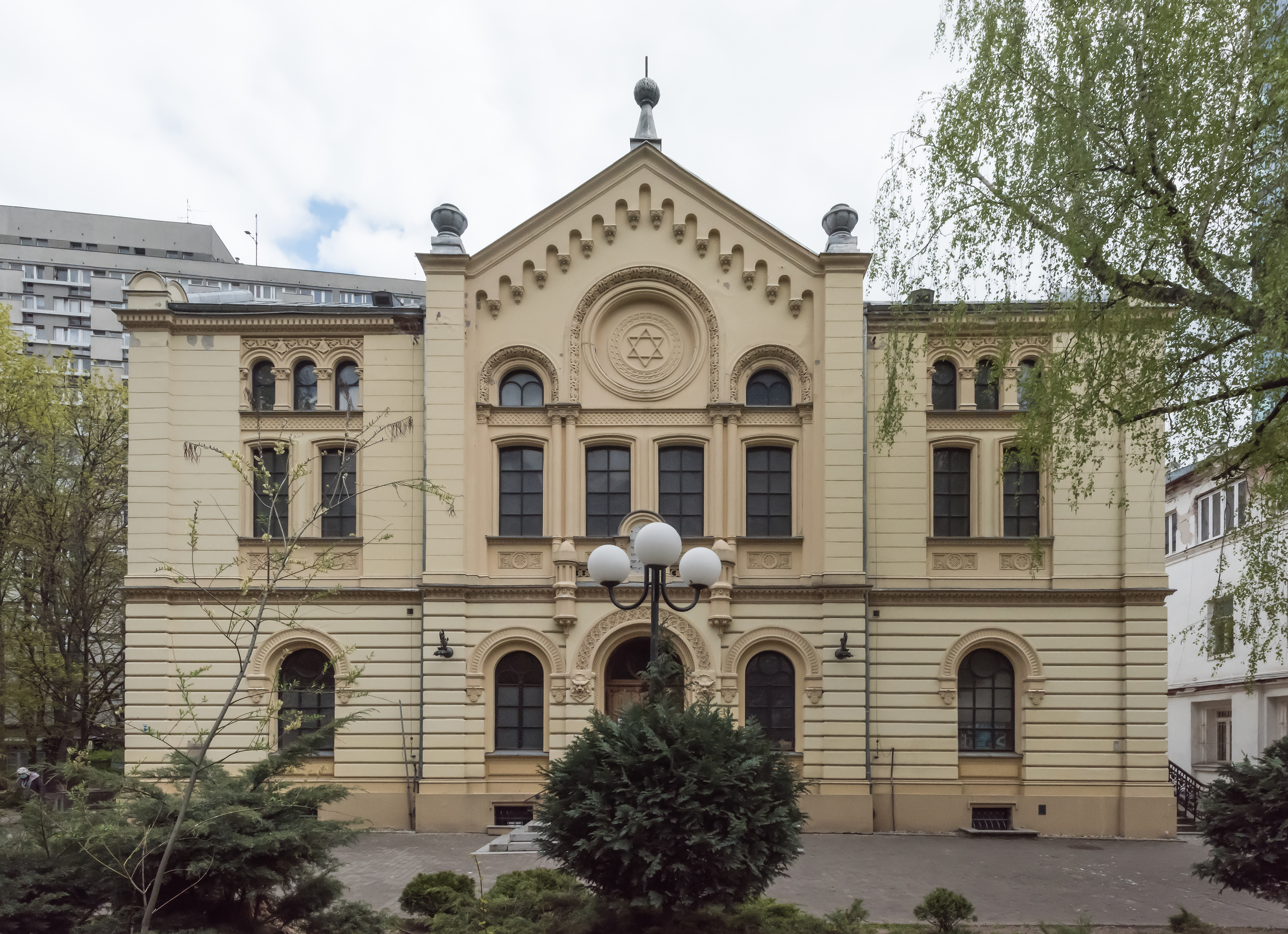
Synagoga im. Małżonków Nożyków w Warszawie

## Miasta
Prócz Warszawy dzielnica mazowiecka większych miast nie posiadała. Była ludna, uboga, zdominowana przez liczną drobną szlachtę, żyjącą prawie jak chłopstwo, jak w żadnej innej dzielnicy Polski. Inaczej przebiegał również model lokacji miast na Mazowszu. Pierwsze miasto tej dzielnicy to Płock. Został lokowany na prawie książęcym w 1237 roku. W 1257 Pułtusk i 1298 Łowicz były miastami kościelnymi. Warszawa lokowana w 1300 była również założona na prawie książęcym. W XV wieku lokowano na Mazowszu największą liczbę miast. W sumie na 156 przywilejów lokacyjnych nadanych na Mazowszu do 1791 roku, 36% opierało się na prawie książęcym lub królewskim, 15% na prawie kościelnym, a 49% pochodziło z nadań szlacheckich. Do najbogatszych miast średniowiecznego Mazowsza wraz z zamkami należały Ciechanów, Czersk, Gostynin, Warszawa, Liw, Łomża, Płock, Rawa, Sochaczew i Wyszogród.
Do największych miast Mazowsza (powyżej 20 tys. mieszkańców) należą:
| Lp. | Miasto               | Populacja | Powierzchnia | Województwo | Województwo w czasach I RP |
| --- | -------------------- | --------- | ------------ | ----------- | -------------------------- |
| 1.  | Warszawa             | 1 863 056 | 517,20 km²   | mazowieckie | mazowieckie                |
| 2.  | Płock                | 117 573   | 88,04 km²    | mazowieckie | płockie                    |
| 3.  | Pruszków             | 65 333    | 19,20 km²    | mazowieckie | mazowieckie                |
| 4.  | Łomża                | 60 264    | 33 km²       | podlaskie   | mazowieckie                |
| 5.  | Legionowo            | 52 995    | 13,50 km²    | mazowieckie | mazowieckie                |
| 6.  | Piaseczno            | 51 979    | 16,20 km²    | mazowieckie | mazowieckie                |
| 7.  | Ostrołęka            | 48 995    | 33,50 km²    | mazowieckie | mazowieckie                |
| 8.  | Skierniewice         | 45 933    | 35 km²       | łódzkie     | rawskie                    |
| 9.  | Otwock               | 44 333    | 47,30 km²    | mazowieckie | mazowieckie                |
| 10. | Ząbki                | 44 325    | 11,13 km²    | mazowieckie | mazowieckie                |
| 11. | Marki                | 43 164    | 26 km²       | mazowieckie | mazowieckie                |
| 12. | Ciechanów            | 42 239    | 32,78 km²    | mazowieckie | mazowieckie                |
| 13. | Wołomin              | 42 150    | 17,24 km²    | mazowieckie | mazowieckie                |
| 14. | Mińsk Mazowiecki     | 40 297    | 13,18 km²    | mazowieckie | mazowieckie                |
| 15. | Żyrardów             | 39 992    | 14,35 km²    | mazowieckie | rawskie                    |
| 16. | Sochaczew            | 35 455    | 26,19 km²    | mazowieckie | rawskie                    |
| 17. | Grodzisk Mazowiecki  | 32 818    | 13,19 km²    | mazowieckie | rawskie                    |
| 18. | Mława                | 31 047    | 34,80 km²    | mazowieckie | płockie                    |
| 19. | Nowy Dwór Mazowiecki | 28 564    | 28,21 km²    | mazowieckie | mazowieckie                |
| 20. | Łowicz               | 27 896    | 23,42 km²    | łódzkie     | rawskie                    |
| 21. | Wyszków              | 26 841    | 20,80 km²    | mazowieckie | mazowieckie                |
| 22. | Kobyłka              | 24 414    | 19,64 km²    | mazowieckie | mazowieckie                |
| 23. | Piastów              | 23 140    | 5,76 km²     | mazowieckie | mazowieckie                |
| 24. | Ostrów Mazowiecka    | 22 399    | 22,09 km²    | mazowieckie | mazowieckie                |
| 25. | Grajewo              | 21 900    | 18,93 km²    | podlaskie   | mazowieckie                |
| 26. | Płońsk               | 21 817    | 11,60 km²    | mazowieckie | płockie                    |
| 27. | Sulejówek            | 21 253    | 19,30 km²    | mazowieckie | mazowieckie                |
| 28. | Zambrów              | 21 166    | 19 km²       | podlaskie   | mazowieckie                |
| 29. | Józefów              | 21 000    | 24 km²       | mazowieckie | mazowieckie                |